# Michael Jackson (énekes, 1958–2009)

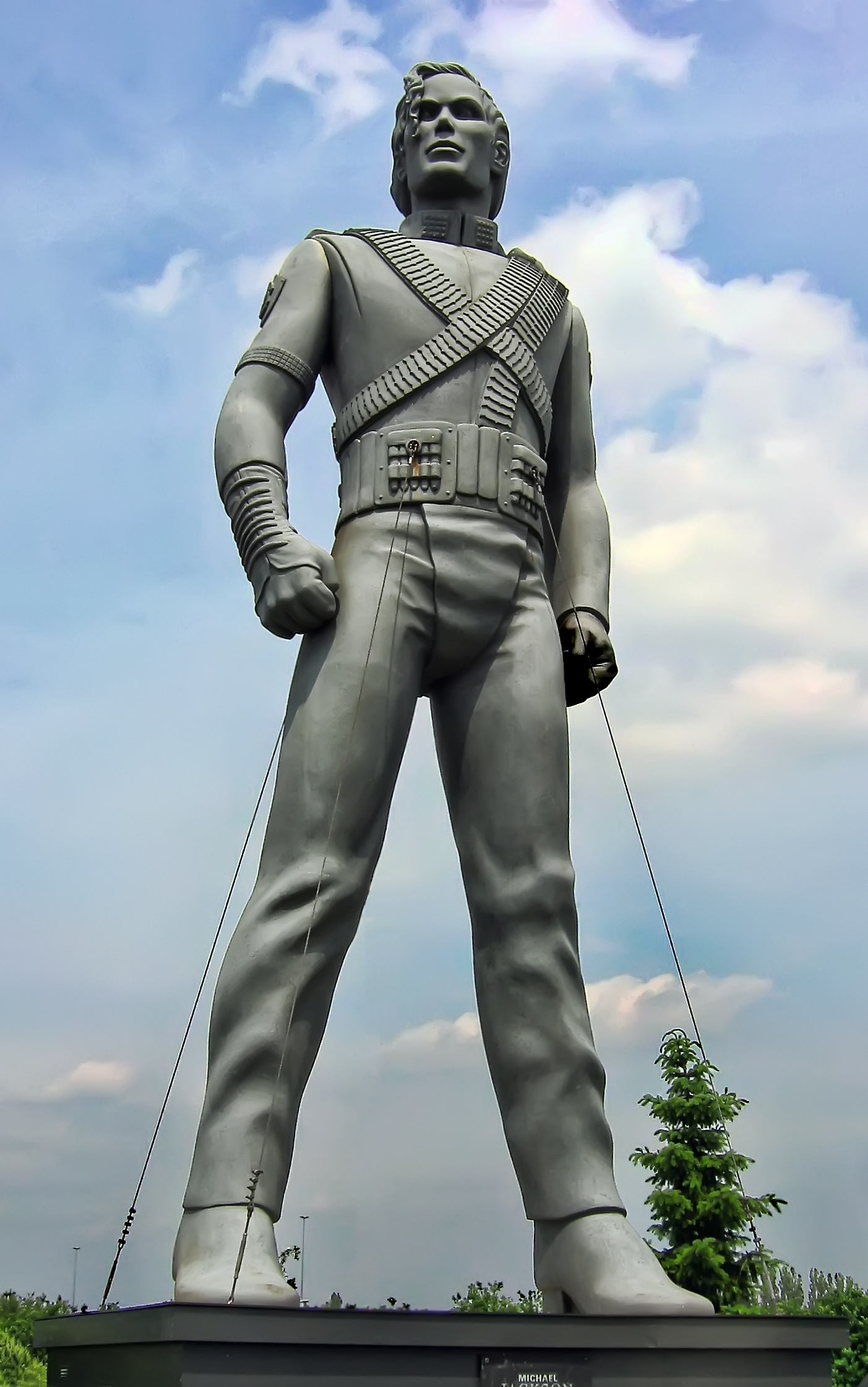
Michael Jackson szobra a hollandiai Eindhoven városában

Michael Joseph Jackson (Gary, Indiana, 1958. augusztus 29. – Los Angeles, 2009. június 25.) többszörös Grammy-díjas amerikai énekes, zeneszerző, táncos, filantróp és üzletember, a „pop királyaként” tartják számon. A Jackson család hetedik gyermeke volt. 1966-tól bátyjaival (Jackie Jackson, Tito Jackson, Jermaine Jackson, Marlon Jackson) a The Jackson 5 együttes tagja. Apjuk, Walter Joseph Jackson volt az együttes menedzsere. Michael 1971-ben szólókarrierbe kezdett, eddig egyedien – saját maga által megtervezve – több könnyűzenei műfajt nagy sikerrel vegyített egymással és emiatt „A Könnyűzene Királya" elnevezéssel lett megilletve. Angolul King of Pop, de ez félrevezető az angol nyelvben és nem az egyszerű pop műfajra értendő. 1982-es albuma, a Thriller évtizedeken keresztül minden idők legnagyobb példányszámban elkelt albuma volt; négy másik stúdióalbuma, az Off the Wall (1979), a Bad (1987), a Dangerous (1991) és a HIStory (1995) szintén a világ legjobban eladott nagylemezeinek listáján szerepel. Hangja és stílusa különféle műfajok művészeit befolyásolta.
A 80-as évek elejére meghatározó alakja lett az amerikai popzenének és popkultúrának. Ő volt az első afroamerikai előadóművész, akinek klipjeit rendszeresen játszotta az MTV, ami más, addig mellőzött fekete előadók sikerét is elősegítette. A Billie Jean című dalhoz készített klip volt az áttörés, ezt követte a Beat It és a Thriller című dalok klipje. Az MTV erősen bízott abban, hogy ha a videóklipeknél promóciós eszközből művészeti formát csinál, azzal a csatorna hírneve is nőni fog. A Black or White és a Scream videóklipjének köszönhetően Jackson az 1990-es években is gyakran szerepelt az MTV-n. Televíziós sikerei mellett számos nehéz tánctechnikát népszerűsített: a robottáncot, a moonwalkot (holdsétát) gondosan kidolgozott színpadi előadásaival. Egyéni zenei hangzása és énekstílusa hatással volt több hiphop-, popzenei és R&B-előadóra, több generációban.
Jackson több mint 300 millió dollárt gyűjtött, és adományozott Heal the World Foundation nevű alapítványának és 39 segélyszervezetet támogatott. Magánélete – beleértve változó megjelenését és viselkedését – jelentős problémákat és vitákat váltott ki, melyek rombolták a közönségben róla kialakult pozitív képet. 1993-ban gyermekzaklatással vádolták meg, de a nyomozást bizonyítékok hiányában lezárták, így Jacksont nem helyezték vád alá. Az énekes az 1990-es évek elejétől egészségi problémákkal küzdött, majd ezen évtized végétől ellentmondó pénzügyi jelentések is problémát okoztak életében. Kétszer nősült meg, és három gyermeke született. 2005-ben különböző szexuális zaklatások és számos más vád alapján bíróság elé állították, majd felmentették. Michael Jackson tragikus hirtelenséggel 2009. június 25-én, életének 51. évében hunyt el.
Egyike azon kevés előadónak, akiket a Rock and Roll Hall of Fame két alkalommal is tagjai közé sorolt, és többször is bekerült a Guinness Rekordok Könyvébe, többek között a „Minden idők legsikeresebb előadója” címmel. Tizenhárom Grammy-díjat kapott, tizenhárom alkalommal volt kislemeze listavezető az Amerikai Egyesült Államokban szólókarrierje alatt – többször, mint bármelyik másik férfi előadó a Billboard Hot 100 történetében –, és több mint 750 millió eladott lemezével méltán érdemelte ki a World Music Awards legtöbb felvételt eladó szólóelőadó díját.

## Élete és karrierje

### 1958–1975: Fiatalkora és a The Jackson 5

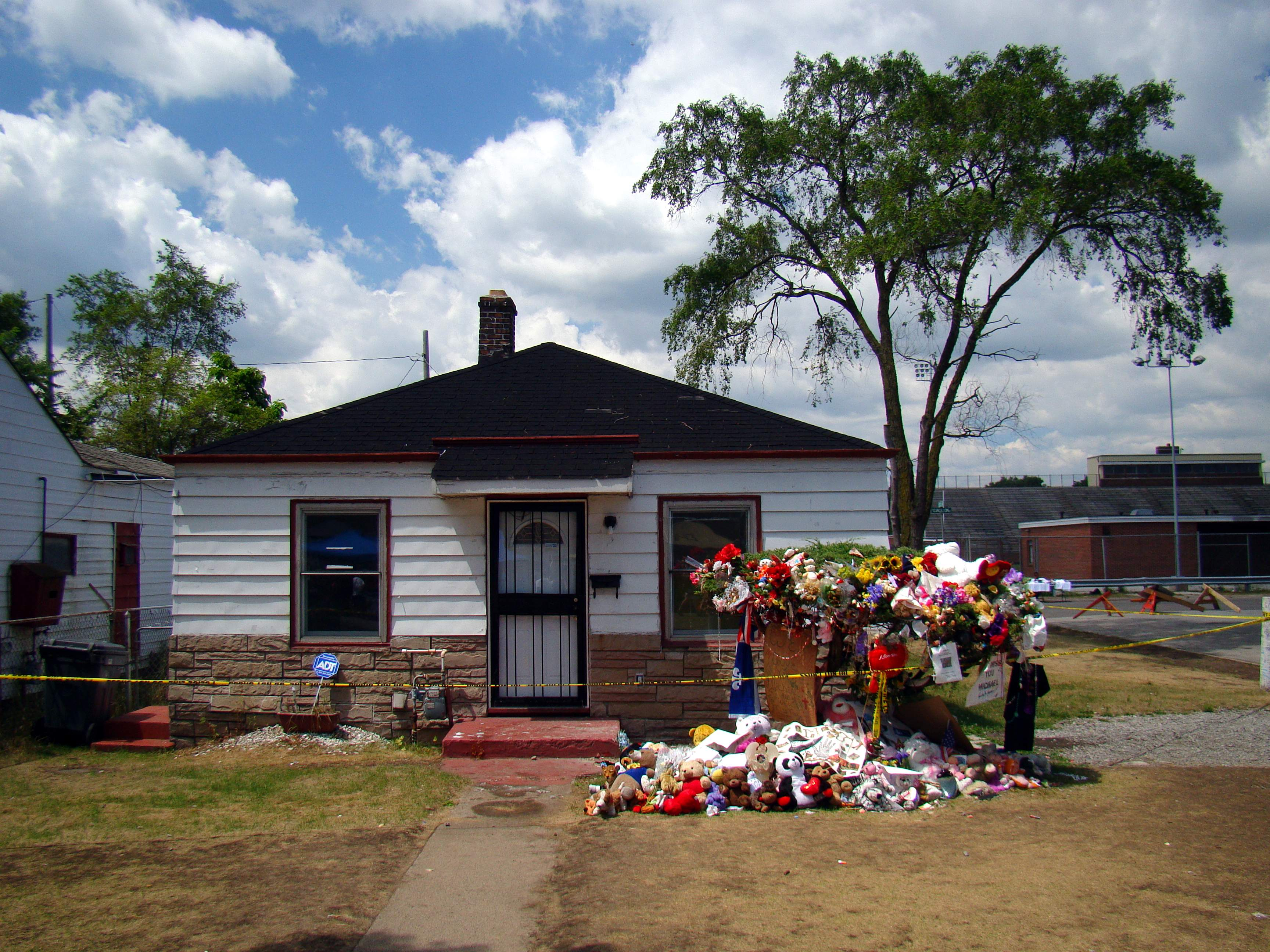
Michael Jackson szülőháza Garyben

Michael Joseph Jackson 1958. augusztus 29-én született Gary városában, Indiana államban afroamerikai szülők gyermekeként: apja Joseph Walter „Joe” Jackson, anyja Katherine. Ő volt a család 9 gyermeke közül a hetedik. Testvérei: Rebbie, Jackie, Tito, Jermaine, La Toya, Marlon, Randy és Janet. Joseph Jackson az acélműveknél dolgozott darukezelőként, aki testvérével R&B együttesükkel, a The Falcons-szal gyakran lépett fel. Jacksont anyja a Jehova tanúi szellemében nevelte.
Jackson többször nyilatkozott arról, hogy apja kiskorától bántalmazta őt fizikálisan és lelkileg; véget nem érő, folytonos próbákkal és verésekkel. Egy korábbi veszekedéskor – emlékezett vissza Marlon Jackson – apja Michaelt egyik lábánál fogva, fejjel lefelé lógatva verte. Joseph többször elgáncsolta vagy falhoz szorította fiait. A családfő úgy akarta megtanítani gyermekeinek, hogy ne hagyják nyitva az ablakukat alvás közben, hogy egy éjszaka ijesztő álarcban kiáltozva mászott be az ablakon fiaihoz, elrettentve őket az esetleges következményektől. Michael évekkel később egy interjúban azt mondta, sokáig szenvedett rémálmoktól, melyekben elrabolták. 2003-ban Joseph a BBC-nek bevallotta, hogy gyermekeit tényleg felverte álmukból.
Jackson gyermekkori zaklatásáról először egy Oprah Winfreynek tett 1993-as interjújában beszélt. Azt mondta, gyermekkorában magányos volt, többször sírt emiatt, és gyakran hányingere támadt, amikor meglátta az apját. Michael egy másik interjújában, a 2003-as Living with Michael Jacksonban arcát eltakarva sírt, amikor gyermekkori sérelmeiről beszélt. Visszaemlékezett egy esetre, amikor apja egy székben ült, s egy szíjat tartott a kezében, amikor testvéreivel próbáltak, mert a családfő veréssel fenyegette meg őket, ha nem játsszák a dalokat tökéletesen.
Jackson már ötéves korában megmutatta zenei tehetségét csoporttársai előtt és karácsonyi ünnepségeken is. 1964-ben Michael és Marlon csatlakoztak a Jackson Brothers nevű családi együtteshez – melynek tagjai addig Jackie, Tito és Jermaine voltak – háttérzenészekként, többnyire kongán és csörgődobon játszottak. Jackson később háttérénekes és táncos lett, nyolcéves korukban pedig Jermaine-nel a zenekar énekesei lettek, ezért együttes nevét The Jackson 5-ra módosították. A The Jackson 5-val 1966-tól 1968-ig turnéztak, többnyire fekete klubokban és találkozóhelyeken. 1966-ban Michael vezetésével, James Brown I Got You (I Feel Good) című dalával és Motown slágerekkel megnyerték a helyi tehetségkutató versenyt.
A The Jackson 5 számos dalt felvett, többek között 1967-ben a Steeltownnál a Big Boyt, ám ezt a felvételt csak 1968-ban, a Motown Recordsnál adták ki. A Rolling Stone magazin egy későbbi számában mindent elsöprő zenei tehetségű csodaként írt Michaelről. Együttesük első négy kislemeze, az I Want You Back, az ABC, a The Love You Save és az I’ll Be There a Billboard Hot 100 listájának első helyén végzett. A The Jackson 5 első évei alatt a Motown kereskedelmi csoportja kilencévesnek, azaz két évvel fiatalabbnak mondta Michaelt, mert ezzel nagyobb érdeklődést reméltek. 1972 után Jackson a Motownnál négy szólólemezt is felvett, köztük a Got to Be There-t és a Bent. Ezek a The Jackson 5 szerzői joga alá tartoztak, majd ezekből sikeres kislemezeket tudtak eladni. 1973-ban a csapat eladásai csökkentek, ezért a Motown szigorúan szabályozta a The Jackson 5 alkotói szabadságát. Bár az együttes 1975-ig számos top 40 slágert is felvett, beleértve a top 5 diszkókislemezüket, a Dancing Machine-t és a top 20 sikert, az I am Love-ot, felbontották szerződésüket a Motownnal.

### 1975–1981: Szerződés az Epic lemezkiadóval és azOff the Wall
A The Jackson 5 1975 júniusában leszerződött a CBS Recordshoz, ezzel csatlakozva Philadelphia International Records – a későbbi Epic Records – vállalathoz. A zenekar nevét The Jacksonsra változtatták, mivel az átigazolás miatt nem tarthatták meg eredeti nevüket. 1976 és 1984 között az együttes folytatta turnéját, közben hat lemezt adtak ki. Ezen időszak alatt Michael lett a dalszövegíró, így az ő nevéhez fűződnek a Shake Your Body (Down to the Ground), a This Place Hotel és a Can You Feel It című szerzemények.
1978-ban Jackson főszerepet kapott a Wiz című musicalben, amely egy négereket központba állító átdolgozása volt a híres Óz musicalnek. Michael a Madárijesztő szerepét kapta, mivel bevallása szerint túl mozgékony lett volna bádogembernek és túl kicsi oroszlánnak. A film zenei változatát Quincy Jones rendezte, aki ezt követően Jackson producere lett következő (és első igazi) szólóalbumánál, az Off the Wallnál. Majd a későbbiekben a Thriller és a Bad lemezek anyagán is együtt dolgoztak.
1979-ben Jackson eltörte az orrát egy táncpróbája alatt, ám az ez utáni, az orrán végzett plasztikai műtét sikertelen volt, légzési nehézségekre panaszkodott. A második plasztikai beavatkozást már dr. Steven Hoefflin végezte.
Az Off the Wallt Jackson Quincy Jonesszal együtt készítette, a dalokat Jackson, Rod Temperton a Heatwave-ből, Stevie Wonder és Paul McCartney írta. Az album 1979-ben jelent meg, és ez volt az első lemez, melyen négy amerikai top 10-es sláger szerepelt, beleértve a legtöbb példányban eladott kislemezeket, a Don't Stop 'Til You Get Enoughot és a Rock with Yout. Az Off the Wall a Billboard 200 slágerlistáján a harmadik single volt legtovább listavezető, világszerte több mint 20 millió darabot adtak el belőle, csak az Egyesült Államokban hétmilliót. 1980-ban Jackson három díjat nyert az American Music Awardson szólókarrierjéért: a Legjobb Soul/R&B lemez, a Legjobb férfi Soul/R&B előadó és a Legjobb Soul/R&B kislemez elismeréseket a Don't Stop 'Til You Get Enoughért. Ugyanebben az évben a Billboard Music Awardson a Legjobb fekete előadónak járó és a Legjobb fekete előadó albuma. Ezt követően – a lemez sikerei ellenére – a Grammy-díjkiosztón csak egy jelölést kapott, a Legjobb férfi R&B-vokálért. Ugyan ezt díjra váltotta, de úgy érezte, semmibe veszik munkáját, ezért következő lemezével nagyobb sikert akart elérni. Már a következő albumon gondolkozott, amely a későbbiekben a Thriller nevet kapta.

### 1982–1983:Thrillerés a Motown 25

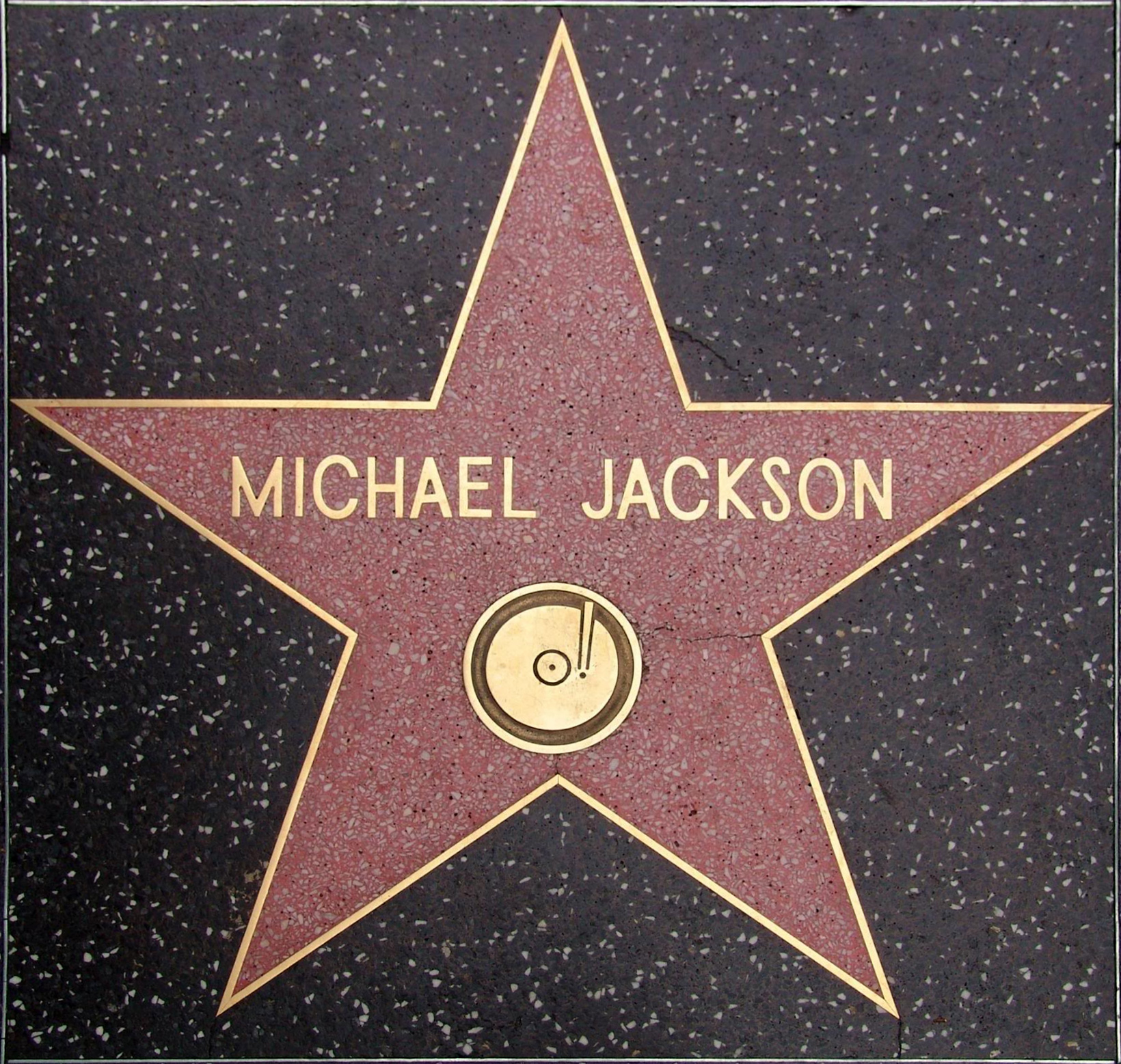
Csillaga a Walk of Fame-en

1982-ben Jackson közreműködött az E. T. – a földönkívüli című film egy dalában, a Someone In The Darkban. Az album elnyerte a legjobb gyermekalbumnak járó Grammy-díjat. Még ebben az évben kiadta második Epic albumát, a Thrillert, amely meglepetésként minden idők legkeresettebb albuma lett, kevés promóciója ellenére. A lemez a Billboard 200-as listájának első tíz helyén szerepelt 80 egymást követő héten, ebből 37 hétig vezette is azt. Ez volt az első album, melyen hét szám (többek között a Billie Jean, a Beat It és a Wanna Be Startin’ Somethin’) végzett a Billboard Hot 100-as listájának első tíz helyén. Az RIAA 29 milliós eladásról adott számot, ezzel dupla gyémántlemezstátuszt ért el az album az Egyesült Államokban, így a Thriller lett az Egyesült Államokban legtöbb példányszámban eladott lemez, sőt a világszerte eladott 110 milliós kiadott kópiaszámmal a világon is elérte ezt a címet.
Jackson ügyvédje, John Branca állítása szerint ügyfelének volt a legnagyobb elismertsége a zeneiparban, hiszen minden egyes eladott lemez után két dollárt kapott. Ehhez még hozzáadódott a CD-k eladása és a The Making of Michael Jackson’s Thriller, egy dokumentumfilm, amelynek producere Jackson és John Landis volt. Az ötletet adó MTV mindössze néhány hónap alatt több mint 350 ezer példányt tudott eladni a filmből. 1984 májusában jelentek meg a Michael Jacksonról mintázott babák is, melyek 12 dollárba kerültek. J. Randy Taraborrelli életrajzíró a következőt mondta: „A Thriller eladásai nem hasonlítottak a korábban megszokott szabadidős tárgyak – mint magazinok, játékok – eladásaihoz; inkább a háztartás részévé váltak.”

### 1984–1985: A Pepsi-reklám és a Victory turné

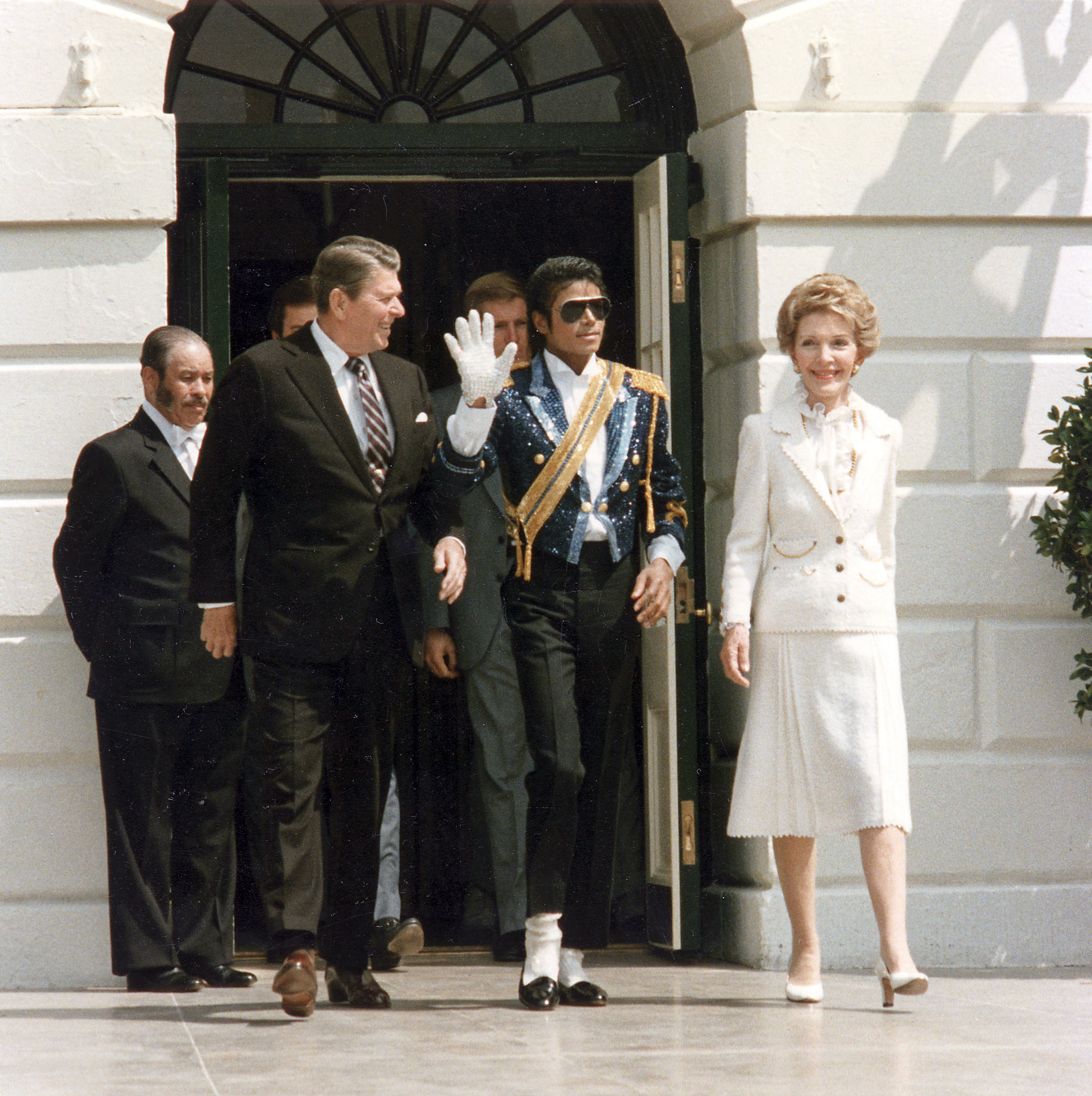
Jackson Ronald Reagan elnöknél

1984. január 27-én Michael és más tagok a Jacksonsból szerepeltek a Pepsi-Cola reklámfilmjében. Ebben az évben két Pepsi-Cola-reklám elkészítéséről kötöttek szerződést. Michael azonban továbbra sem volt megelégedve a szerződés záradékával. John Branca, az énekes ügyvédje megpróbálta rávenni őt, hogy álljon el a megegyezéstől. Don King azonban megkérte Katherine-t, az énekes anyját, hogy térítse észre Michaelt. A megállapodás így érvényben maradt. A reklámok minősége fölött Michael teljes körű ellenőrzést kívánt gyakorolni. Fivéreinek nem volt beleszólásuk a forgatásba. Michael ragaszkodott ahhoz, hogy az arcát csak egyetlen közeli felvételen mutassák és akkor is csak legfeljebb négy másodpercig. A reklámban mindössze epizódszerepet akart vállalni, de ezért a megjelenésért a Pepsinek nem kevesebb mint ötmillió dollárt kellett fizetnie. A reklámfilmet Philip Dusenberry rendezte, a 
Los Angeles-i Shrine Auditorium színháztermében, 3000 ember előtt vették fel. A nap folyamán Tito helyettesítette az énekest a kamerabeállításoknál, Michaelnek csak órákkal később kellett megérkeznie. Este fél hétkor végül elindult a felvétel, Michael vakító fényárban elkezdett lefelé ereszkedni egy emelvény lépcsőin. A fivérei a színpadon maradtak, játszottak. Füstbomba robbant, pirotechnikai eszközök léptek működésbe, egy pillanatra Michaelt sem lehetett látni. Aztán egy magnézium világítóbomba nagy robajjal, alig fél méterre süvített el az énekes fejétől. Michael tovább táncolt, miközben jött lefelé a lépcsőn. Három pördülés után kiemelkedett a füstből, a nézők ekkor vették észre, hogy az énekes haja ég. Az énekes a tarkója fölött egy tenyérnyi helyen szenvedett másod- és harmadfokú égési sérüléseket. Jackson kezeléseket kapott, hogy a fején lévő hegeket eltüntessék és nem sokkal ez után harmadszor is orrplasztikát végeztek el rajta. Jackson soha nem tudott ez után a sérülés után felépülni. Peren kívül megegyezett a Pepsivel, amely 1,5 millió dollárral támogatta a Brotman Medical Centert Culver Cityben, Kaliforniában, amely hálából felvette a Michael Jackson Burn Center nevet.
1984 tavaszán John Branca telefonhívást kapott Elizabeth Dole közlekedési minisztertől, hogy vajon Michael hajlandó lenne-e felajánlani a Beat It zenéjét egy harminc másodperces televíziós és egy egyperces rádiós reklám céljára az ittas vezetés elleni küzdelemhez. Michaelt nem érdekelte a dolog, viszont támadt egy ötlete: ha kap valamilyen kitüntetést a Fehér Háztól, odaadja a számot. Az átadás napjául 1984. május 14-ét jelölték ki. A Fehér Házban kétezer ember fogadta az énekest, aki Ronald Reagan amerikai elnöktől átvette a díjat jótékonysági tevékenységéért, amelyet alkohol- és drogproblémákkal küzdő emberekért folytatott. Ebben az évben egyébként 8 Grammy Díjat kapott az énekes.
1984 júniusában nyilvánosságra hozták, hogyan tervezik a Victory turné jegyeinek árusítását. A turné első állomásának Kansas Cityt jelölték ki, az első koncertet július 6-ra hirdették meg. Joseph Jackson, Don King és Chuck Sullivan terve szerint a jegyek darabja 30 dollárba került volna, és csak négyesével lehetett volna megvásárolni őket. A megrendelés nem garantálta, hogy a rajongó meg is kapja őket. A megrendelők nevét számítógépbe táplálták, és a gép véletlenszerűen sorsolta ki a nyertes szelvényeket, amelyeket a helyi lapokban közzétett hirdetésekből kellett kivágni. A rajongóknak tehát egy 120 dolláros postautalványt kellett feladniuk, plusz jegyenként két dollár kezelési költséget és a szelvényt. Úgy tervezték, hogy a 12 várost érintő, 40 állomásos Victory turnéra mintegy 12 millió rajongó nagyjából 1,5 milliárd dollárt fog befizetni az utalványokon, de csak minden 10. igénylő fog ténylegesen jegyhez jutni. Számításaik szerint ez a megoldás a banki kamatokkal együtt havi 8 millió dollár bevételt hozott volna a támogatóknak és a Jackson családnak. A szerencsés jegyigénylő csak két nappal a koncert előtt tudta volna meg, hogy hova, melyik estére szól a jegye. Michael és John Branca, az ügyvédje tiltakozott ez ellen a kapzsiság ellen. Michael azt mondta, a jegyek darabja ne kerüljön 20 dollárnál többe, és gyorsan felejtsék el a négyes rendelést, az utalványokat és a szelvényeket. Testvérei ellene szavaztak. Michael ekkor kijelentette, hogy ez az utolsó fellépése velük. Amikor a terv nyilvánosságra került, a rajongók országszerte felháborodtak. Maxwell Glen és Cody Shearer washingtoni újságírók alaposan kioktatták Jacksonéket: „A Jackson-turné nem a zenéről szól, hanem a mohóságról és a gőgről. Mire jó ez a drogmentes, alkoholmentes, jaj-de-jó-emberek-vagyunk imázs, ha közben a lényegi üzenet ez: Ürítsd ki csak szépen a malacperselyedet.”
Mire június 26-án a Jackson fivérek összegyűltek az Alabama állambeli Birminghamben, a Hyatt Hotelben, hogy megbeszéljék a turné részleteit, Michael már elég rossz állapotban volt. 56 kilóról 47 kilóra fogyott.
Július 5-én sajtótájékoztatón bejelentették, milyen lesz az új jegyvásárlási rendszer: Michael az összes pénzt, amit a turnén keres, felajánlotta egy jótékonysági alapítványnak. Ezen kívül minden egyes városban közel 2000 jegyet hátrányos helyzetű fiataloknak ajánlott fel, akik másképpen nem tudtak volna jegyet venni a koncertre. Michael tájékoztatta a megjelenteket, hogy megkérte a turnészervezőket, dolgozzanak ki egy új rendszert a jegyek értékesítésére, amelyben nem kell megvásárolni a 120 dolláros utalványokat.
A Victory turné végül 1984. július 6-án Kansas Cityben elkezdődött. Már az első koncerten nyilvánvalóvá vált: Michaelnek soha nem lett volna szabad beleegyeznie ebbe a turnéba. Nem csak a jegyárak és a produkció körüli gondok miatt. Olyan show-nak volt a frontembere, amellyel már nem érzett közösséget és a testvérein is látszott, hogy nem érzik jól magukat ebben a háttérzenészi szerepkörben. A turné során Michael egy alkalommal annyira dühös volt a fivéreire, hogy a kimerültség és a kiszáradás veszélye miatt orvosi kezelésre szorult.
A turné minden állomásán az éppen aktuális hotel más-más szintjén laktak a fivérek, a stadionokba vezető úton már nem voltak hajlandóak szóba állni egymással. A turné utolsó hetében Joseph és Don King elkezdék kidolgozni a terveket, hogy a turnét átvigyék Európába. Michael hallani sem akart erről. Frank Dileóval üzenetet küldött apjának és Don Kingnek: „Kizárt, hogy Európába menjek a Victory turnéval. Sok sikert. Michael”. 1984. december 9-én, amikor az est utolsó száma is elhangzott, Michael kikiabált a Los Angeles-i színpadról: „Ez az utolsó, a legutolsó koncertünk. Hosszú húsz év volt. Szeretünk benneteket.” A fivérek meg voltak döbbenve.
Michael a turnéért kapott összes bevételét, közel 5 millió dollárt szétosztotta 3 jótékony célú intézmény között: kapott belőle a T.J. Martell Rákkutató Alapítvány, az afroamerikai fiatalok oktatását támogató United Negro College Fund (UNCF) és a Ronald McDonald Camp for Good Times.

### 1986–1990: Megjelenése, a bulvársajtó, aBad, Jehova tanúi és a filmek
Jackson bőre születése óta és fiatalkorában is középbarna színű volt, de az 1980-as évek közepén fokozatosan elkezdett világosodni. A változás felkeltette a média figyelmét, az újságok azt kezdték híresztelni, hogy az énekes fehéríti a bőrét. J. Randy Taraborrelli életrajza szerint, 1986-ban Jacksonnál diagnosztizálták vitiligo és a szisztémás lupus erythematosus nevű bőrbetegséget; a vitiligo miatt bőre részben világosabb lett, a lupusból kezdett kigyógyulni, mindkét betegség érzékennyé tette a napfényre. (Dr. Arnold Klein, aki már hosszú ideje az énekes bőrgyógyásza volt, ezt Larry King show-műsorában erősítette meg, az énekes halála után.) A kezelések, amiket kapott, tovább világosították a bőrét és a makeup használatával (hogy elfedje a bőrhibáit), nagyon sápadttá vált a bőre. Az arcfelépítése is megváltozott: számos sebész szerint az énekesen több orrműtétet hajtottak végre, a homloka magasabb lett, vékonyodott a szája, és az arccsontját is megműtötték.
Jackson a súlyából is veszített az 1980-as évek elején, mert változtatott a diétáján és „táncos alkatot” szeretett volna. Tanúk szerint sokszor szédült és úgy tűnt, hogy anorexiában szenved; a fogyás visszatérő problémája lett később is. Néhány orvosszakértő szerint Jackson a body dysmorphic disorder nevű betegségben szenvedett, olyan pszichikai állapotban volt, amelyben a betegnek nincs fogalma arról, hogyan látják mások a külsejét. Jackson úgy nyilatkozott, hogy csak két orrműtétje volt, semmilyen más arcműtéten nem esett át, bár, ahogy megemlítette, lett egy gödröcske az állán.

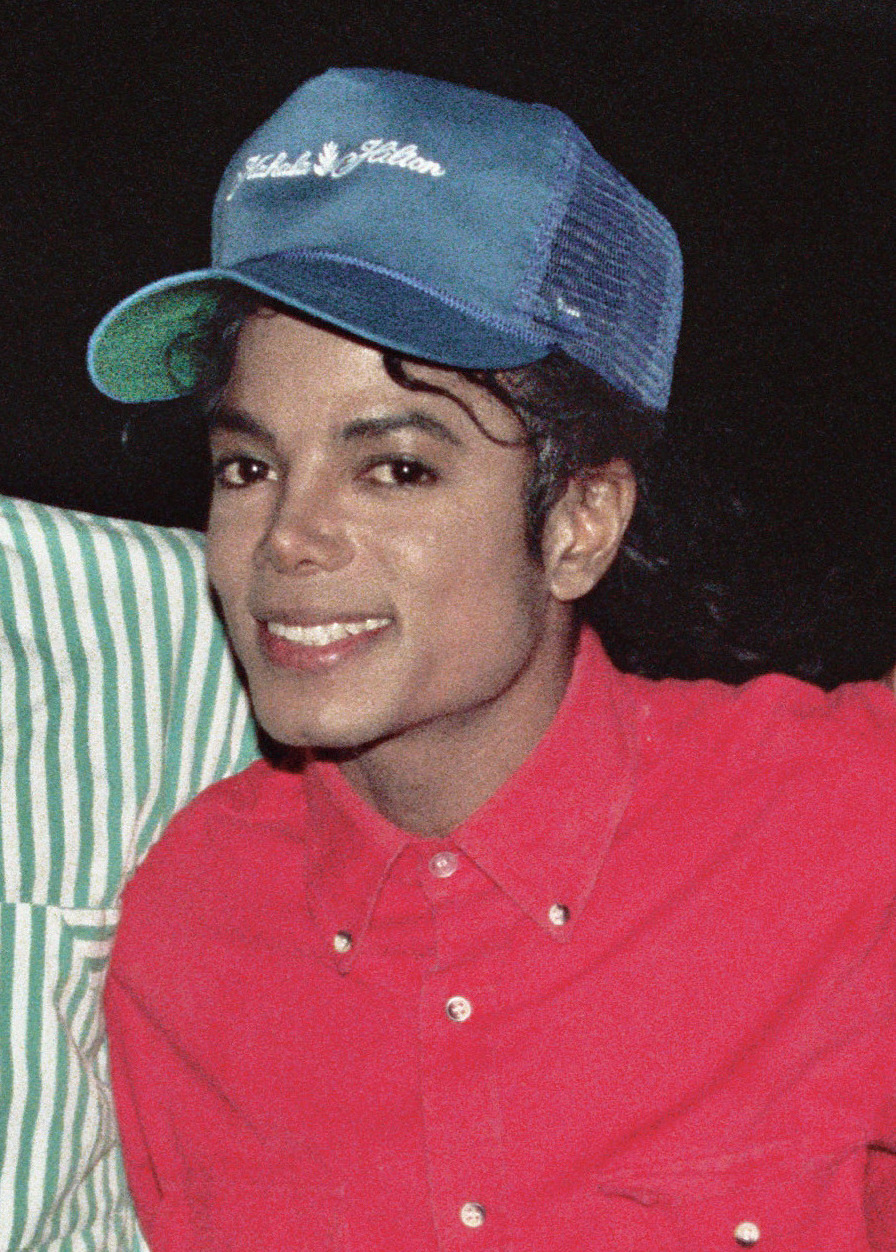
Jackson két évvel azután, hogy diagnosztizálták nála a vitiligo nevű betegséget. Itt még a betegség első fázisában van

Jackson egyre inkább a szenzációs riportok alanya lett. 1986-ban a bulvárlapok közöltek egy cikket, mely szerint egy hiperbarikus oxigénsátorban aludt, hogy az öregedést lelassítsa; le is fényképezték, amint az üvegkamrában fekszik. A sztori nem volt igaz Amikor Jackson vásárolt egy csimpánzt egy laboratóriumból, akit Bubblesnek nevezett el, ezt a hírt úgy közölték le, mintha a növekvő „őrültségek” példája lenne. Azt is leközölték, hogy megvásárolta Joseph Merrick, az „elefántember” csontjait, bár ez sem volt igaz, Jackson nem cáfolta ezt a hírt. Kezdetben maga az énekes is figyelemmel kísérte ezeket a cikkeket, és befejezte az „álhíreknek” a csöpögtetését a sajtó felé, mert azok egyre szenzációsabbak lettek, úgyhogy a média elkezdett saját sztorikat gyártani.
Ezek a riportok beágyazódtak a köztudatba, ez volt az oka, hogy a „Wacko Jacko” (Dilis Jacko) gúnynevet kapja, amit ő nem szeretett. Hogy a pletykákra válaszoljon az alábbiakat nyilatkozta egy újságírónak:
|  | „Miért nem mondjátok rögtön az embereknek azt, hogy a Marsról jöttem? Mondjátok, hogy élő csirkéket eszem, és éjfélkor voodoo-táncot járok. Ők mindent elhisznek, amit „ti” mondtok, mert „ti vagytok a riporterek”. De ha én, Michael Jackson mondanám, hogy „A Marsról jöttem, élő csirkéket eszem és voodoo-táncot járok éjfélkor”, akkor az emberek azt mondanák erre, hogy „Ó ember, ez a Michael Jackson egy őrült. Egy dilis. Már egy szavamat se hinnék el ezután”.” |
|  | |

Jackson szerepelt egy 17 perces, 3 dimenziós filmben, a Captain EO-ban, amelyet Francis Ford Coppola rendezett. A filmet 1986 szeptemberében vetítették először Disneylandben és az EPCOT Centerben, Floridában és 1987 márciusában a Tokyo Disneylandben. A 30 millió dolláros költségvetésű film mind a 3 helyszínnek nagy bevételt hozott. A filmet később, a Euro Disneyland 1992-es megnyitásakor is vetítették. Mind a négy helyszínen a 90-es évek végéig vetítették a filmet, a párizsi installáció zárt a legkésőbb, 1998-ban. A vetítést 2010-ben, Jackson halála után újra elkezdték.
1987-ben Jackson szakított a Jehova tanúival amiatt, mert a gyülekezet egyre jobban beleszólt a dolgaiba, helytelenítették például a Thriller videóklipjét. A lemezipar újabb nagy sikert várt el az énekestől, Öt év után megjelent a Bad című albuma (1987-ben), amit nagy várakozás előzött meg. Bár a lemez sem kereskedelmileg, sem művészileg nem hozott akkora sikert, mint a Thriller, mégis jelentős állomás volt az énekes életében.

### 1991–1993: ADangerous
1991 márciusában Jackson 65 millió dollárért megújította a szerződését a Sonyval, ami ebben az időben új rekordot jelentett. Ezzel megdöntötte Neil Diamond Columbia Recordsszal való addigi szerződésújítási rekordját. Jackson még ebben az évben, Dangerous néven, kiadta a nyolcadik albumát. Az új albumból az Egyesült Államokban hétmillió, világszerte 32 millió példányt értékesítettek. Ezzel a Dangerous lett a világ legsikeresebb new jack swing albuma. Az albumhoz kapcsolódó kislemezek közül az első, a Black or White című dalt tartalmazó jelentette a legnagyobb sikert. Az Egyesült Államokban, a Billboard magazin Billboard Hot 100 listáját hét héten keresztül vezette és világszerte hasonló eredményeket ért el. A második kislemez, amelyen a Remember the Time című szám található nyolc héten keresztül szerepelt az első öt között a Billboard Hot 100 listáján az Egyesült Államokban. Legjobb helyezése a harmadik volt. 1993-ban Jackson ülve adta elő a dalt a Soul Train Awards díjkiosztó ünnepségén, arra hivatkozva, hogy gyakorlás közben megsérült. Az Egyesült Királyságban, ahol 450 ezer példányt adtak el belőle és Európa számos országában a Heal the World című dal jelentette a legnagyobb sikert. 1992-ben a brit slágerlistán öt héten keresztül a második helyen szerepelt.

### 1993: Első gyermekzaklatási ügy
1993 februárjában egy 90 perces interjút adott Oprah Winfrey műsorában. Jackson grimaszolt, amikor szóba került a gyermekkora, amikor apja bántalmazta őt; azt hitte, kihagyhatja ezeket az éveket és bevallotta, hogy nagyon sokat sírt akkoriban, mert magányosnak érezte magát. Tagadta, hogy igaz lenne az újságírók híresztelése, miszerint megvásárolta az Elefántember csontjait és hogy egy hiperbarikus kamrában szokott aludni, továbbá, hogy kifehéríttette a bőrét. Az énekes elmondta, hogy bőrének világos színét a vitiligo nevű betegség okozza. Az interjút 90 millió amerikai néző látta, ezzel a negyedik legnézettebb nem sport program lett Amerikában. Az interjú a vitiligo nevű betegségre is felhívta a figyelmet. A Dangerous című album – több mint egy évvel megjelenése után – visszakerült a Top 10-be a slágerlistán.
1993 nyarán Michael Jacksont szexuális zaklatással vádolta Evan Chandler fogász, egy 13 éves kisfiú, Jordan Chandler édesapja. Jordie Chandler a gyermekzaklatási ügy előtt többször is találkozott már az énekessel. A kisfiú nagy rajongója volt Jacksonnak. Amikor 1984-ben az énekes égéses balesetet szenvedett a Pepsi-reklám forgatása közben, az akkor még csak négyéves Jordie levelet írt a sztárnak a Brotman Memorial Kórházba, ahol az énekes lábadozott.
1989-ben Michael menedzsere, Frank Dileo kereste meg a kisfiú édesanyját, hogy megkérdezze, nincs-e kedvük megnézni Michael koncertjét Los Angelesben. Jordie anyja természetesen elfogadta a jegyeket. Ahogy teltek az évek, Jordie továbbra is gyermeki rajongással fogadta Michael Jacksont. 1992. június 27-én elkezdődött a Dangerous turné, amely 39 állomásos turné volt. Michael a turné 9 hónapja alatt hetente felhívta Jordie-t telefonon. Jackson számára úgy tűnt, mintha Jordie egyfajta köldökzsinórrá vált volna a való világ és otthona között, miközben ő idegen rajongók százezrei előtt lép fel.
1993. február 10-én Jackson interjút adott Oprah Winfrey-nek. Ekkor beszélt először vitiligo betegségéről. A műsorban meglepetésként megjelent Elizabeth Taylor is, aki kijelentette: „Michael a legkevésbé furcsa ember, akit valaha ismertem.” Másnap Michael felhívta June Chandler-Schwartzot, hogy a hétvégére meghívja őt, Jordie-t és Jordie féltestvérét neverlandi birtokára.
Magnóra vették az apa beszélgetését, amiből kiderült, folytatja a támadást Jackson ellen. Ezt mondta a felvételen: „Ha túl leszek ezen, remekül érzem majd magam. Az nem lehet, hogy veszítsek. Mindent megkapok, amit akarok és ők meg fognak semmisülni… Michael karrierjének vége lesz…”. Ugyanebben a párbeszédben, amikor a másik fél megkérdezi tőle, hogy fogja ez a fiát érinteni, Chandler ezt válaszolja: „Ez lényegtelen… Vérfürdő lesz, ha nem kapom meg, amit akarok. Ez nagyobb lesz annál, mint ami összeköt minket… Ez az ember (Jackson) hihetetlenül meg lesz alázva… Többé egy lemezt sem fog tudni eladni”. A magnóra vett beszélgetés Jackson védelmének sarkalatos pontja volt, ami szemben állt a váddal. Jackson és az őt támogató emberek szerint a féltékeny apa áldozata volt, akinek csak az lebegett a szeme előtt, hogy az énekesből pénzt csikarjon ki. S ez be is bizonyosodott a sztár halála után. A ma már felnőttként élő Jordan Chandler bevallotta, hogy Michael Jackson sosem molesztálta. Az egész egy kitalált sztori, melyre apja kényszerítette gyermekként, hogy megkopasszák a világ legjobban kereső énekes-előadóját.

### 1994: Első házassága

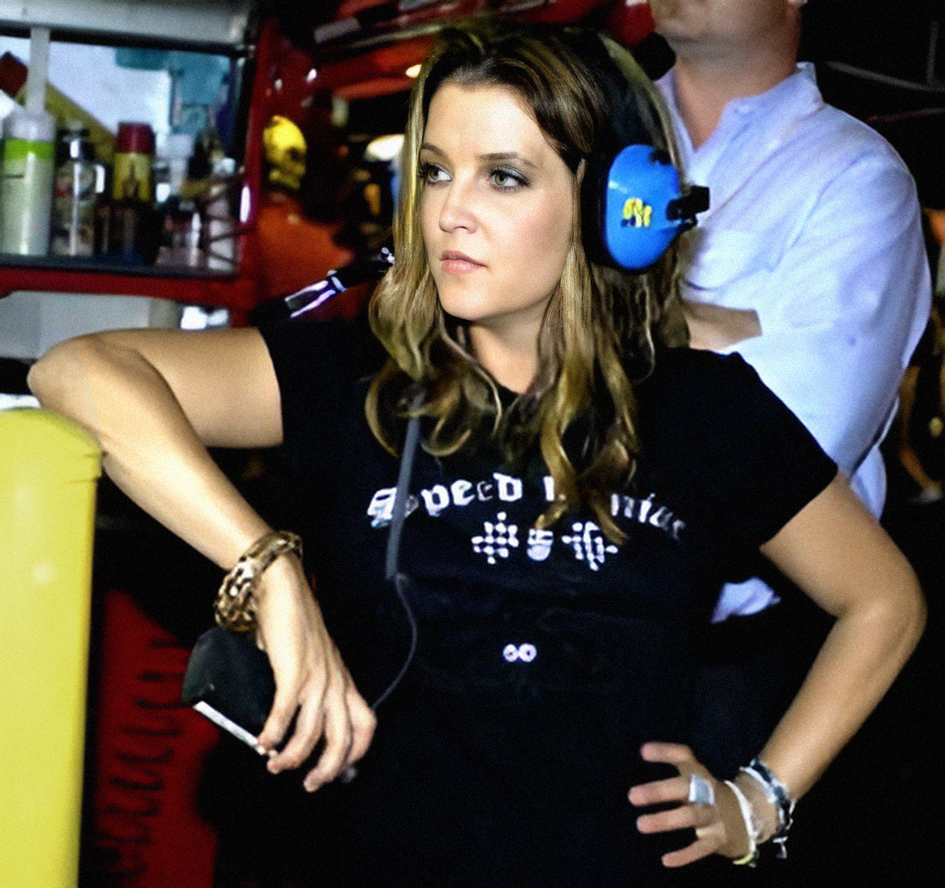
Jackson és Lisa Marie Presley 1994. május 26-án házasodtak össze

1994 májusában Jackson feleségül vette Elvis Presley lányát, Lisa Marie Presley-t. Először 1975-ben, a Jackson család egy MGM Grand Hotel és Kaszinóban tartott családi rendezvényén találkoztak, majd 1993-ban egy közös baráton keresztül újra kapcsolatba léptek egymással, majd ezután minden nap telefonon tartották a kapcsolatot. Lisa Marie-t aggasztotta Jackson egészségi állapota és gyógyszerfüggősége. Ezt mondta: „Úgy gondoltam, nem csinált semmi rosszat, amiért ártatlanul megvádolták, és igen, beleszerettem. Meg akartam menteni őt. Úgy éreztem, meg tudom csinálni.” Nem sokkal később rábeszélte Jacksont a peren kívüli megegyezésre és a gyógyulása érdekében egy rehabilitációra – Jackson mind a két tanácsot megfogadta. 1993-ban Jackson egy telefonbeszélgetés során megkérte a kezét: „Ha megkérném a kezed, hozzám jönnél?”. Presley és Jackson a Dominikai Köztársaságban titokban házasodtak össze, a partikat több mint két hónapos házasság után tartották meg. Jackson és Presley kevesebb mint két év múlva elváltak, majd barátok maradtak.

### 1995–1997: HIStory
A History turné 1996. szeptember 7-én kezdődött és 1997. október 15-én ért véget. Ez volt Michael 3. és egyben az utolsó turnéja, a HIStory World Tour. Csehországban kezdődött (Prága, Letná Park), és egy évvel később Dél-Afrikában ért véget. A koncertsorozat Michael '95-ben megjelenő History albumát kívánta népszerűsíteni. Jackson 82 koncertet adott a turné ideje alatt.

### 1996–1999: Második házassága és az apaság
A HIStory Turné ausztráliai szakasza alatt Jackson 1996. november 14-én, a sydney-i hotelszobájához közel, egy rögtönzött ceremónia keretében feleségül vette Deborah Jeanne Rowe-t, aki bőrgyógyászának asszisztense volt. Debbie Rowe adott életet Michael első két gyermekének: a fiút Michael Joseph Jr (Prince)-nek nevezték el, a lányát pedig Paris-Michael Katherinenek. Rowe és Jackson az 1980-as évek közepén találkozott először, amikor Jacksonnál vitiligo bőrbetegséget diagnosztizáltak. Rowe évekig kezelte és lelkileg is támogatta az énekest. Szoros barátság alakult ki közöttük, amiből romantikus kapcsolat lett. Eredetileg nem terveztek házasságot, de Rowe első terhességét követően Jackson anyja rábeszélte az énekest a házasságra. A pár 1999-ben vált el, de barátok maradtak és Rowe a gyermekek felügyeleti jogát teljes egészében Jacksonra ruházta át.

### 2001: Invincible korszak
A 21. század elején Michael egy újabb díjjal nyitott, ugyanis a World Music Awards kitüntette a Millennium-díjjal, minden idők legsikeresebb férfi előadójának járó elismeréssel. Jackson még ez évben stúdióba vonult Teddy Riley és Rodney Jerkins közreműködésével, hogy elkezdje új albumának munkálatait. A művésznek hat év óta – HIStory: Past, Present and Future albuma 1995-ben jelent meg – nem került kiadásra új stúdióalbuma. Ezt követően 1997-ben jelent meg egy Remixalbum Blood on the Dance Floor: HIStory in the Mix címmel. Az új nagylemez az Invincible (Michael Jackson-album) nevet kapta. A lemez az Epic Records kiadásában jelent meg 2001. október 30-án. Michael Jackson az albumról koncertjei során csak a You Rock My World dalt adta elő 2001 szeptemberében, amikor is 30 éves karrierjét ünnepelte New Yorkban. Az albumra sok dal nem került fel, amelyet Jackson erre a lemezre írt ilyenek például: Belong 2, On My Anger, Stop the War Vibrationist, Xscape (később megjelent), People of the World.
Az albumról három kislemez került forgalomba: You Rock My World, Cry, Butterflies.
Az Invincible nagyrészt kedvező kritikákat kapott, de a legtöbb kritikus egyetértett abban, hogy ez Jackson egyik legkevésbé lenyűgöző albuma, főleg mivel túl hosszú, csaknem 80 perces.
Michael, amikor díjat kapott, köszönetet mondott Tommy Mottola üzletembernek, a Sony Music Entertainment vezetőjének is. Később közte és Jackson között vita alakult ki az új album promóciója miatt. Jackson várta, hogy régebbi albumainak szerzői jogai visszaszálljanak rá, és úgy tudja népszerűsíteni a dalokat, hogy a Sony Music részesedést kapna belőlük. Úgy vélte, ez az évezred elején bekövetkezik, a szerződés apróbetűs részletei miatt azonban nem így lett. Kiderült, hogy az ügyvéd, aki az énekest képviselte a szerződés aláírásakor, a Sony képviselője is volt. A Sony ugyanakkor évek óta szerette volna véglegesen megvásárolni Jackson minden dalának szerzői jogát, és amennyiben az énekes nehéz helyzetbe kerül, kénytelen lett volna eladni ezeket, így a kiadónak érdekében állt Jackson karrierjét hátráltatni. Jackson ezeket bizonyítva fel tudta bontani a szerződését velük. Nem sokkal az Invincible megjelenése előtt közölte a Sony Music Entertainment vezetőjével, Tommy Mottolával, hogy elhagyja a kiadót. Emiatt a kiadó leállt az album népszerűsítésével, a videóklipek finanszírozásával és a kislemezek megjelentetésével. Jackson 2002 júliusában rasszizmussal vádolta Mottolát, azt állította, a kiadóvezető nem törődik az afroamerikai zenészekkel, csak kihasználja őket. Azt is állította, Mottola „kövér niggernek” nevezte kollégáját, Irv Gottit. A Sony cáfolta, hogy nem reklámozták kellőképpen az Invincible-t, és azt mondták, Jackson a hibás, mert nem volt hajlandó turnézni az Egyesült Államokban. Azonban a Sony tényleg nem reklámozta az albumot, annyira amennyire az elvárható lett volna. Michael egyik beszédjében a következőket mondta Londonban: „Tudjátok, hadd mondjam el, hogy a nagyszerű előadók története, és szeretném, ha tényleg hallanátok amit most mondok, hogy a nagyszerű előadók története, mint Sammy Davis Jr., James Brown, Jackie Wilson, Fred Astaire, Gene Kelly… a történet szinte mindig ugyanaz. Ezek az emberek keményen dolgoznak, teszik a dolgukat, de a sorsuk ugyanúgy alakul, általában összetörten, kiábrándulva, szomorúan végzik. A történet rosszul végződik, mert a kiadók kihasználják őket. Tényleg ezt teszik, és a Sony, én mint művész, aki a Sonynál dolgozom, elmondhatom, hogy több milliárd dolláros bevételt hoztam a Sonynak, több milliárd dollárt. Azt hitték, hogy nekem minden csak a zenéről és a táncról szól, ami általában igaz is, de azt sosem gondolták, hogy egy ilyen előadó, mint én túljár az eszükön. Szóval egyszerűen nem hagyhatjuk, hogy ezt tovább folytassák. Most már szabadúszó vagyok, csak még egy albummal tartozom a Sonynak, ráadásul egy összeállításról van szó, elég, ha hozzáteszek két dalt, amit még régen írtam. Mert, tudjátok, minden felvett albumhoz körülbelül, szó szerint 120 dalt írok minden albumra. Úgyhogy átadom a Sonynak az összeállítást bármelyik két dalommal. Tehát megválok a Sonytól és szabadúszó leszek, ráadásul úgy, hogy a Sony fele az enyém. Szóval a Sony vállalat fele az enyém, most elhagyom őket, ezért nagyon haragszanak rám, egyszerűen azért mert jó üzlet voltam nekik. Szóval, ők pedig úgy akarnak bosszút állni, hogy tönkreteszik az új albumomat. De én mindig is azt mondtam, hogy a művészet, a jó művészet sosem hal meg. Köszönöm, nagyon szeretem az Unbreakable-t. És Tommy Mottola maga a sátán. Nem szabadna elmondanom, amit most el fogok mondani, de be kell avatni benneteket ebbe a titokba. Kérlek ezt most ne vegyétek fel, oké?! Kapcsold ki azt! Vagy tudod,mit? Nem bánom, vedd csak fel! Mariah Carey miután elvált Tommytól sírva jött el hozzám. Annyira sírt, hogy a karjaimba kellett vennem, és azt mondta nekem, hogy ez egy gonosz ember. Michael, ez az ember követ engem, lehallgatja a telefonomat, és nagyon nagyon gonosz ember, akiben nem bízhatom. Tommy borzalmas emberi lény, addig kell folytatnunk ellene a harcot, amíg nem végzünk vele! Nem engedhetjük meg, hogy ezt tegye a művészettel, egyszerűen nem tehetjük! Azt akarom még mondani, hogy nagyra értékelem mindazt, amit tettetek, bámulatosak vagytok. Olyan hűségesek vagytok. Diana, mindenki, Valdo és mindenki más jelen lévő. Szeretlek titeket, bámulatosak vagytok, szeretlek benneteket. És ráadásul megígérhetem, hogy a java még hátra van.”

### 2003–2005: A második gyermekzaklatási ügy
2003-ban Michael Jacksont újabb vádak érték, miszerint Gavin Arvizót molesztálta. A kettejük története úgy kezdődött, hogy Gavin Arvizo súlyos rákos beteg volt, és Michael felajánlotta a segítségét. Elvitte a gyereket neverlandi birtokára, ahol a fiú elfelejthette egy időre betegségét, hiszen Michael számos vidám programot kínált a számára. 2005-ben Gavin Arvizo, mint utólag kiderült, a szülei akaratából vádolta meg Jacksont zaklatással. A sztár ügyvédjét idézve: „Olyan nevetséges vádak hangzottak el, hogy a család azért félt Michaeltől, mert azt mondta hogy egy hőlégballonra felrakja, és útnak ereszti őket." (Forrás: Egy ikon élete című, Michael Jacksonról szóló filmben.) A média is Michael ellen volt, minden áron azt akarták bebizonyítani hogy bűnös. Thomas W. Sneddon Jr. ügyész is mindenáron tönkre akarta tenni. A per végül úgy zárult, hogy 2005. június 23-án a pop királyát minden pontban ártatlannak nyilvánították. Aphrodite Jones: Michael Jackson-összeesküvés című könyve pedig minden olyan dolgot leír az ügyről, amely alátámasztja azt hogy Michael valóban ártatlan volt, és összeesküvés áldozata lett. Egyértelműen mondhatjuk hogy a pénz volt a fő mozgatórugója az egész történetnek. Michaelt idézve „A pénz minden gonosz forrása, soha nem bántanék egy gyereket, előbb vágnám fel az ereimet”. A per során Michael neverlandi birtokát a rendőrség teljesen felforgatta, a hálószobát teljesen tönkretette. Michael Jackson kijelentette, hogy soha nem tér vissza birtokára. Elmondása szerint, amikor őrizetbe vették mindkét vállát kifordították, súlyosan bántalmazták őt, ám a rendőrség mindent tagadott. A két évig tartó per alatt a pop királya teljesen tönkrement, nem tudott aludni, gyógyszereket szedett és teljesen összetört lelkileg amiatt, hogy segíteni próbál az embereken és ez a köszönet érte.

### 2006–2009: Az utolsó évek

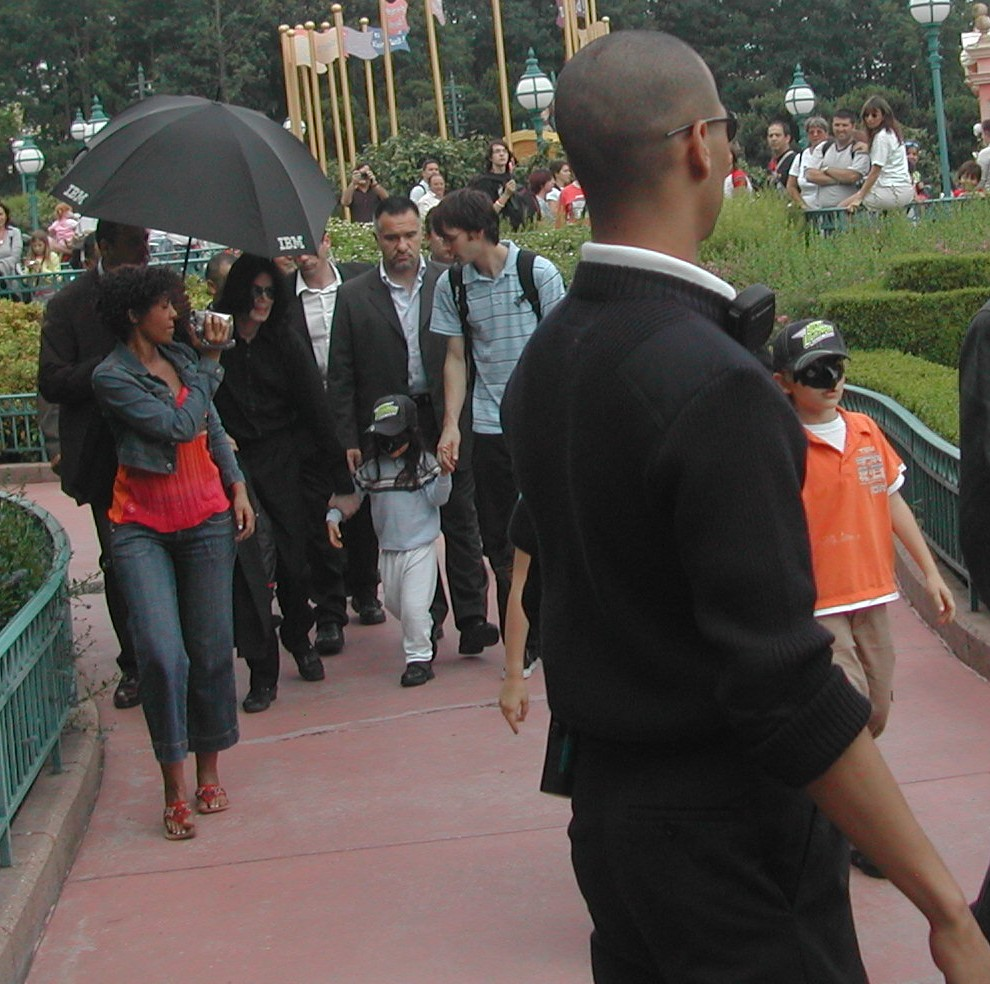
Michael Jackson gyermekeivel Párizsban, a Disneylandben, 2006-ban

2006-ban egyre gyakrabban lehetett hallani Jackson anyagi problémáiról, miután a hatóságok bezáratták Neverland Ranchon lévő otthonát. Az énekes 1988-ban vásárolta meg a kaliforniai partoknál lévő birtokot. Neverland fenntartását 70 alkalmazottal Jackson végeztette – bowlingcsarnok, vidámpark, mozi és állatkert is volt rajta. A Ranchon 1997-től 2005-ig lakott az énekes. Tetemes adósságai, az ellene folyó gyermekmolesztálási perek miatt már nem tudta az alkalmazottak bérét fizetni. Adóssága 270 millió dollárra nőtt.
2006. november 15-én Jackson megkapta a World Music Award Gyémánt Díját, több mint 100 millió eladott albumáért. James Brown halála miatt visszatért az Amerikai Egyesült Államokba, ahol 2006. december 30-án részt vett – több mint 8000 emberrel együtt – az énekes temetésén.
2006 végén Jackson megegyezett exfeleségével, Debbie Rowe-val, hogy megosztják a sztár két elsőszülött gyermekének felügyeleti jogát egymás között.
Jackson és a Sony 2007-ben megvásárolta a Famous Music LLC-t a Viacom nevű amerikai média-nagyhatalomtól. Ezzel a szerződéssel Jackson megvásárolta többek között Eminem, Shakira és Beck dalainak jogait is.
| „                 | A szórakoztatóiparban dolgozom hatéves korom óta… Ahogy Charles Dickens mondta: „Jó idők, rossz idők” De ez nem változtatta meg a karrierem... Néhányan szándékosan bántani akarnak engem, de nem veszem fel ezeket, mert szerető családom van, erős hitem és csodálatos barátaim, rajongóim, akikre folyamatosan támaszkodhatok. | ” |
| – Michael Jackson | |   |

A Thriller című album megjelenésének 25. évfordulóján megjelent a Thriller 25 című jubileumi nagylemez, amelyre rákerült az addig kiadatlan For All Time című dal és számos olyan előadó dala, akik hatással voltak Jackson pályájára. A Thriller 25 című kiadvány egy DVD-t is tartalmazott. Két remix is megjelent kislemezként: a The Girl Is Mine 2008 és a Wanna Be Startin' Somethin' 2008. A Thriller 25 újrakiadás jól fogyott, 8 országban és Európában az első helyre került a slágerlistákon. Az Egyesült Királyságban a 3. lett, és több mint 30 nemzetközi slágerlistán bekerült a Top 10-be. A Thriller 25 a Billboard 200 listán nem ért el magas helyezést, de a Pop Catalog listán az élen végzett, 11 héten keresztül a lista élén maradt és a lista történetében 1996 decembere óta a legjobb eladási mutatókat hozta. A Thriller 25 12 hét alatt több mint 3 millió példányban kelt el világszerte. 2008 legjobban eladott katalógus-albuma lett. (hivatkozás hiányzik!!!!!) Jackson halála óta az albumból több mint 774 000 darabot adtak el az Amerikai Egyesült Államokban.
A Sony BMG Music, hogy megünnepelje Jackson 50. születésnapját, kiadott egy válogatásalbum-sorozatot, a King of Popot. Ezek a lemezek Jackson korábbi együtteseinek dalait, valamint szólókarrierjének felvételeit tartalmazzák, amelyeket a rajongók szavazatai alapján válogattak össze. Minden országban más és más dalok szerepelnek a lemezen, aszerint, hogy a rajongók hogyan szavaztak. A King of Pop a legtöbb országban, ahol megjelent, bekerült a Top 10-be és az eladási statisztikák is jók voltak.

### A visszatérés –This is it!
Az évek óta tartó találgatások és csönd után Michael Jackson 2009. március 5-én a londoni O2 Arénában bejelentette, hogy 10 koncert erejéig visszatér, és elénekli azokat a számokat, amelyeket rajongói szeretnének. Később a koncertek száma 30-ra, majd 50-re nőtt a hatalmas érdeklődés hatására. Beállított két újabb rekordot: egy embert ennyien nem láttak még egy helyen fellépni (O2 Aréna), és az ő koncertjeire keltek el leghamarabb a jegyek az egész világon, a Guinness Rekordok Könyve mérései szerint minden másodpercben két jegyet adtak el.
A koncert előkészületeinek felvételeiből mozifilm készült This Is It címmel, melyet világszerte (magyar idő szerint) 2009. október 28-ától kezdtek el vetíteni. Az előadások előzetes tervek szerint csupán két hétig tartottak volna, de a nagy érdeklődésre való tekintettel meghosszabbították a vetítési időt. A film DVD-formátumban is megjelent, a magyar nyelvű kiadás 2 dokumentumfilmet is tartalmaz a produkció készítéséről, három kisfilmet (A kesztyűs férfi – A jelmezek, Michael emléke, A meghallgatások – A világ legjobb táncosait keresve), valamint egy mozielőzetest.

## Zenei stílusa és előadói művészete

### Vokálja
Legmélyebb hangjegy: C2
Legmagasabb hangjegy: F#6
Hangfaj: lírai tenor (4 oktáv és 1 hangjegy, plusz egy félhang)
Michael Jackson hangja többnyire könnyed és agilis volt olyan ritmikus fürgeséggel, amely lehetővé tett összetett vokális futamokat és azt is, hogy hangszereket utánozzon – mint például dobot – vagy hogy védjegyszerű morgásokat és kiáltásokat alkalmazzon, amelyeket megfelelő technikával kontrollált és ért el. A hangnak megvolt az ereje és állóképessége arra is, hogy hosszú ideig tartson hangokat anélkül, hogy a magasság remegne és ahhoz is, hogy kiválóan érzésekbe öntse a szöveg jelentését. Ellentétben a népszerű hiedelemmel nem hagyatkozott pusztán a falzett regiszterére. Természetesen gyakran használta azt, de ez nem azt jelenti, hogy nem tudott a teljes hangján énekelni.
A mély tartomány volt a hangja legnehezebb része és meglepően sötét volt a modális terjedelem magasabb régióihoz képest, amelyekben általában énekelt. Amint a hang a közepes tartományba ért jelentősen könnyedebbé és világosabbá vált. A „mell hangja” olyan hajlékony és rugalmas volt, hogy ez lehetővé tette a kiterjesztését anélkül, hogy ez hatással lett volna a tónusra egészen az ötödik oktávig. A terjedelemnek volt jó pár színe, lehetett világos, könnyed és lágy vagy durvább, kissé nehezebb és metszőbb. A falzett erős volt, meleg és sokkal harmonikusabb, mint sok más férfi énekesnél, noha képes volt egy lágyabb színre is, ha szükség volt rá. Michael Jackson kényelmesen mozgott a tartománya ezen részében és könnyedén tudott itt énekelni.

### Videóklipjei és koreográfiája
Michael Jackson nagy hangsúlyt fektetett a videóklipjeire. Mindig a saját meglátása szerinti legjobb emberekkel dolgozott együtt. A videóklipjeinek filmes hatásuk van, mivel mindig is filmezéssel akart foglalkozni. Emiatt videóklipjeit kivétel nélkül "kisfilmeknek" hívta, nem véletlenül. Az 1983-as "Thriller" című kisfilmje reformálta meg a videóklippiacot.
- "Don't Stop 'Til You Get Enough" 1979, rendezte: Nick Saxton
- "Rock With You" 1979, rendezte: Bruce Gowers
- "She's Out of My Life" 1980, rendezte: Bruce Gowers
- "Billie Jean" 1983, rendezte: Steve Barron
- "Beat It" 1983, rendezte: Bob Giraldi
- "Say Say Say" 1983, rendezte: Bob Giraldi
- "Thriller" 1983, rendezte: John Landis
- "Bad" 1987, rendezte: Martin Scorsese
- "The Way You Make Me Feel" 1987, rendezte: Joe Pytka
- "Dirty Diana" 1988, rendezte: Joe Pytka
- "Man In The Mirror", 1988, rendezte: Donald Wilson
- "Another Part of Me" 1988, rendezte: Patrick Kelly
- "Smooth Criminal" 1988, rendezte: Colin Chilvers
- "Come Together" 1988, rendezte: Jerry Kramer és Colin Chilvers
- "Leave Me Alone" 1989, rendezte: Jim Blashfield és Paul Diener
- "Liberian Girl" 1989, rendezte: Jim Yukich
- "Black or White" 1991, rendezte: John Landis
- "Remember the Time" 1992, rendezte: John Singleton
- "In the Closet" 1992, rendezte: Herb Ritts
- "Who Is It" 1992, rendezte: David Fincher
- "Jam" 1992, rendezte: Michael Jackson és David Kellogg
- "Heal the World" 1992, rendezte: Joe Pytka
- "Give In To Me" 1993, rendezte: Andy Moharan
- "Will You Be There" 1993, rendezte: Vincent Paterson
- "Gone Too Soon" 1993, rendezte: Bill DiCicco
- "HIStory" reklámfilm; 1995, rendezte: Rupert Wainwright
- "Scream" 1995, rendezte: Mark Romanek
- "Childhood" 1995, rendezte: Nicholas Brandt
- "You Are Not Alone" 1995, rendezte: Wayne Isham
- "Earth Song" 1995, rendezte: Nicholas Brandt
- "They Don't Care About Us" 1996, rendezte: Spike Lee
- "Stranger in Moscow" 1996, rendezte: Nicholas Brandt
- "Blood on the Dance Floor" 1997, rendezte: Michael Jackson és Vincent Paterson
- "Ghosts" 1997, rendezte: Stan Winston
- "You Rock My World" 2001, rendezte: Paul Hunter
- "Cry" 2001, rendezte: Nicholas Brandt
- "One More Chance" forgatták: 2003; megjelent: 2010, rendezte: Nicholas Brandt

Koreográfiája egyedi. James Brown ihlette szinte minden mozdulatát. Ő tette népszerűvé a "moonwalk" nevű táncmozdulatot. Több féle táncmozdulatot talált ki: sidewalk (oldalra csúszásos tánc), lean (antigravitációs mozdulat, 90°-ban hajol előre), robottánc.

## Halála és búcsúztatása

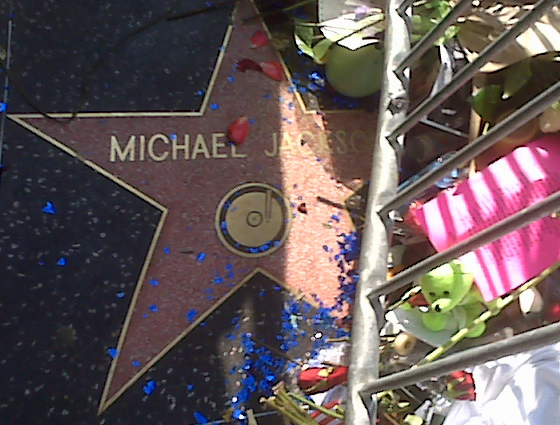
Jackson rajongói tisztelegnek az énekes emléke előtt a Hollywood Walk of Fame-en, röviddel azután, hogy bejelentették a halálát

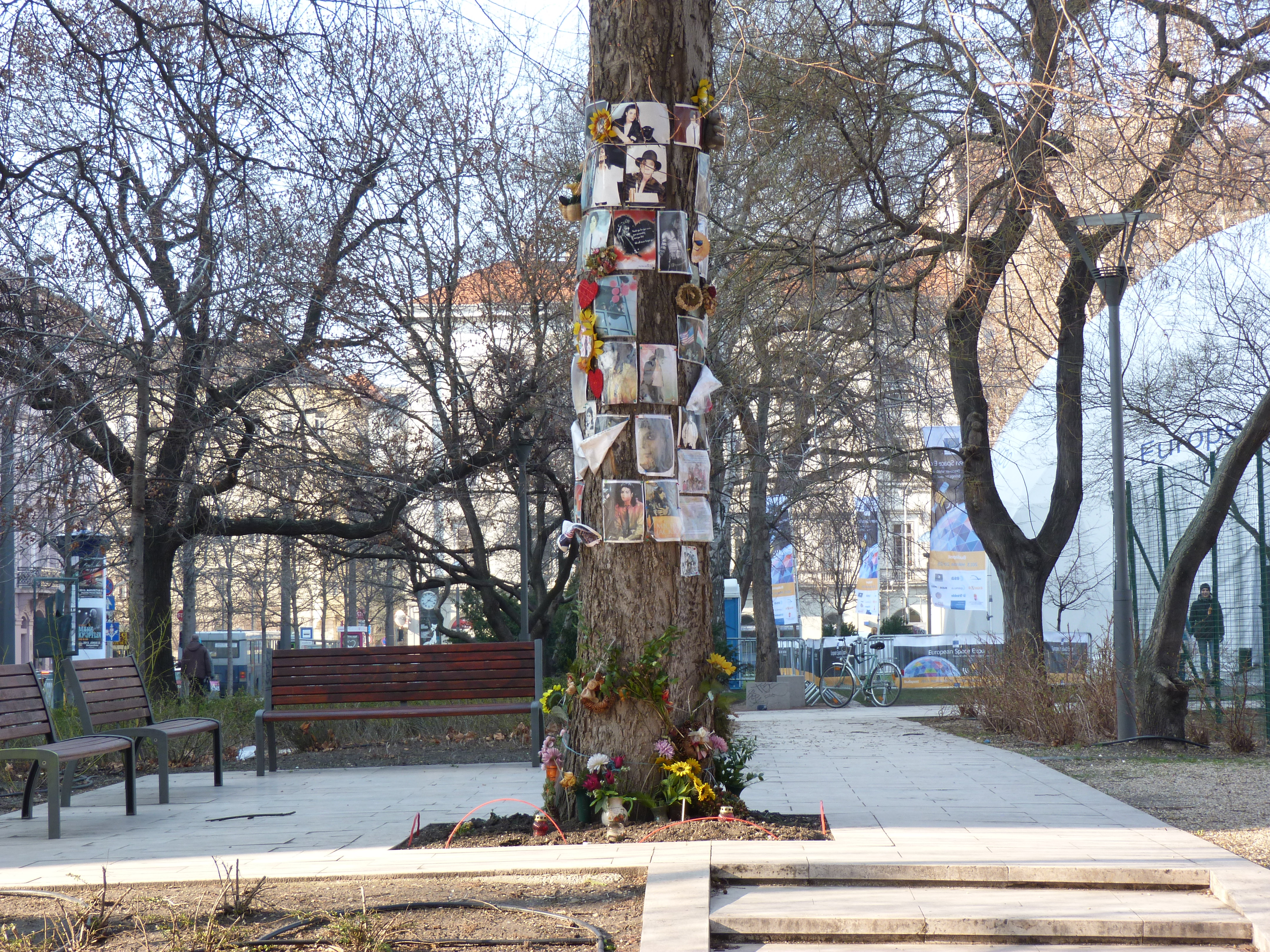
Michael Jackson emlékfa Budapesten, az Erzsébet téren

2009. június 25-én Michael Jacksont eszméletlen állapotban találták Los Angelesben, Holmby Hillsben, a North Carolwood Drive-on lévő kastélyában. Conrad Murray, az énekes magánorvosa megpróbálta újraéleszteni a sztárt, de ez sikertelen volt. A Los Angeles-i 911-es segélyhívó telefonszámra este 7 óra 22 perckor érkezett hívás, három perccel ezután már megérkezett a rohammentő az énekes házához. A jelentés szerint az énekes ekkor már nem lélegzett és újraélesztést hajtottak végre rajta. Az énekest a Ronald Reagan UCLA Medical Center-be szállították, útközben folytatták az újraélesztést még teljes egy órán keresztül a kórházba való megérkezés után is (20 óra 13 perc). Jackson halála világszerte megdöbbenést váltott ki az emberekből. Halálát hivatalosan 21 óra 26 perckor jelentették be.
A hír gyorsan terjedt a világhálón, ami miatt sok weboldal lelassult, és összeomlott. A TMZ is és a Los Angeles Times honlapja is leállt.
Michael Jackson három budapesti látogatása során a Kempinski Szállodában szállt meg. Halála napján rajongói a szállodával szembeni parkban emlékfát díszítettek fel emlékére. Halálhírére reagálva június 26-án, Magyarországon a két zenei csatorna a VIVA és az Music Television, a szokásos pénteki műsorrendjét törölte és egész nap Michael Jackson klipeket vetített.
Az énekes búcsúztatását 2009. július 7-én tartották a Los Angeles-i Staples Centerben, amelyet a CNN élőben közvetített. Ezt egy családi körben tartott megemlékezés követett a Hollywood Hillsen lévő Forest Lawn Memorial Parkban. Jackson koporsója végig ott állt a szertartás alatt, de nem adtak információt arra vonatkozóan, hogy a holttest közben hol volt. Néhány nem hivatalos forrás azt állította, hogy világszerte egy milliárd ember nézte a szertartást a Nielsen 31,1 millióra becsülte az amerikai nézők számát (összehasonlításképpen: 35,1 millióan nézték Ronald Reagan volt amerikai elnök temetését 2004-ben és 33,1 millióra becsülték azoknak az amerikai nézőknek a számát, akik Diána walesi hercegné temetését nézték 1997-ben). A magyar MTV a temetés alatt egy kétórás, erre az alkalomra készített műsorral (Michael Jackson: az ünnepelt sztár) búcsúzott el az énekestől.
A Staples Centerben tartott szertartáson énekelt Mariah Carey, Stevie Wonder, Lionel Richie, John Mayer, Jennifer Hudson, Usher, Jermaine Jackson és Shaheen Jafargholi. Berry Gordy és Smokey Robinson emlékbeszédet mondott, míg Queen Latifah felolvasta a We had him című verset, amelyet erre az alkalomra írt Maya Angelou. Al Sharpton baptista lelkipásztor szavait állva tapsolták meg, amikor azt mondta Jackson gyermekeinek, hogy „Semmi sem volt különös Apátokban. Az volt a különös, ahogy kellett, hogy bánjon veletek. De Ő mindenesetre megtette”. Jackson 11 éves lánya, Paris Katherine sírt, ahogy a következő szavakat mondta a tömegnek: „Amióta csak megszülettem, Apu volt a legjobb apa, akit csak el tudtok képzelni...Csak azt akarom mondani, hogy...olyan nagyon...szeretem Őt”. 2009. augusztus 24-én, néhány újság ismeretlen forrásokra hivatkozva azt állította, hogy a Los Angeles-i halottkém úgy döntött, hogy az énekes halálát emberölési ügynek minősíti; ezt később, augusztus 28-án a halottkém cáfolta. A halála előtt Jackson propofolt, lorazepámot és midazolámot kapott. Az énekes haláláért orvosát, dr. Conrad Murray-t gondatlanságból elkövetett emberölés bűntettében az esküdtszék elmarasztalta.

### Az orvos felelőssége
Michael Jackson személyi orvosa, dr. Conrad Murray számos műhibát vétett, ami közvetve és közvetlenül szerepet játszott az énekes halálában. Jackson alvászavarát propofollal kezelte, amely kizárólag kórházi körülmények között, monitoros megfigyelés mellett adható altatószer, alvászavarra adni teljes mértékben orvosi hiba, valamint csakis anesztéziával foglalkozó szakember adhatja be; Conrad Murray viszont kardiológus.
Az énekes gyakorlatilag sosem került a közel két hónapos adagolása alatt megfelelő REM-fázisba, így szellemi és testi aktivizálódása jelentősen csökkent.
Miután hajnalban hazaért előző napi próbájáról, és lefeküdt, majd a délelőtti órákban sem tudott aludni, az orvosa ismét propofolt adott be neki, aminek következtében látni vélte, hogy Jackson elaludt. Ekkor egyedül hagyta őt a szobában, majd telefonálni ment. A sztár keringése nem sokkal ezután összeomlott, majd leállt a szívverése, mivel a doktor erre azonnal nem reagált (hiszen kint telefonált), csak órahosszával később, Jackson már az otthonában meghalt. A segélyhívásból kiderül (amit szintén jóval később kezdtek meg), hogy az ágyon kezdte meg az újraélesztését, így csökkentve a kompresszió mértékét, ezáltal hátráltatva a szív beindulásának lehetőségét. Amennyiben az orvos nem vét számtalan hibát, Michael Jackson élete valószínűleg megmenthető lett volna.

### Igazságügyi orvos-szakértői jelentés
A megyei halottkém azt állapította meg, hogy a halál oka különféle gyógyszerek kombinációja, melyek közül a legjelentősebbek a fájdalomcsillapító propofol és a nyugtató hatású lorazepám volt, mely egy benzodiazepin-származék. A halál oka szempontjából kisebb szerepet játszó gyógyszerek között további két benzodiazepin (midazolám és diazepám), egy fájdalomcsillapító (lidokain), és egy vérnyomásnövelő szer (efedrin) volt.
2010-ben hozták nyilvánosságra a boncolási jegyzőkönyvet. Ez megerősítette a gyógyszerek szerepét a halálában, de egyéb érdekes adalékokkal is szolgált. A jegyzőkönyv szerint az énekes test borzalmas állapotban volt halálakor. Nyakát, karját, csuklóját hegek borították, karjain mindenütt sebek voltak, amelyeket feltehetően a krónikus álmatlanság leküzdésére szedett gyógyszerek okoztak. Számos szúrásnyomot találtak a csípőjén, a combján, és a vállán.

### Posztumusz munkái
2010. december 13-án jelent meg első posztumusz albuma Michael címmel. A 42 perces album 10, eredetileg befejezetlen felvételt tartalmaz. Bár nem mérhető a Thriller album sikereihez, de már az első héten több mint 3 millió példányban fogyott. Több elismert zenésszel készített duett is található a korongon, többek között Akonnal (Hold my Hand), 50 Centtel (Monster). Mint a Michael Jackson albumainál lenni szokott, a legtöbb dalt maga a sztár írta. Sok vita robbant ki maga a lemezborító és a dalok minősége körül. Több kritikus is azt firtatta, vajon a maximalizmusáról híres Jackson elégedett lenne-e a zenei anyaggal. A The New York Times kritikusa elsietett munkának nevezte a lemezt, a Rolling Stone bírálója szerint pedig „kivágott részletek és vázlatok vegyesfelvágottja került a korongra”.
Eddig két videóklip jelent meg az albumhoz először a Hold My Handhez, majd a Hollywood Tonight című dalhoz. Mindegyik felvételen megjelennek elvétve képek és Michael rövidfilmjeiből részletek. A Sony Music Entertainment lemezcég és a popsztár hagyatékát kezelő Michael Jackson’s Estate között létrejött szerződés értelmében az elkövetkező hét évben tíz hasonló projektre számíthatunk, a Michael albumon kívül.
Második posztumusz munkája, az Xscape, az egyik legnagyobb bevételt hozó halál utáni munkája. Sok kritikus szerint méltó megemlékezés a popkirályára.

## Hagyatéka és hatása
Jackson az egész világ zenéjére és kultúrájára óriási hatást gyakorolt. Ledöntötte a faji korlátokat, megreformálta a videóklip-készítést, egyengette a modern popzene útját szülőhazájában. Jackson munkája, egyedi zenei hangzása és vokális stílusa hatással volt olyan hiphop-, a pop- és a R&B-zenészekre, mint The Weeknd, Mariah Carey, Usher, Britney Spears, Justin Timberlake és R. Kelly. A karrierje legnagyobb részében, párját ritkítóan gyakorolt hatást a fiatalabb generációra a zenéjén keresztül és a humanitárius tevékenységével.

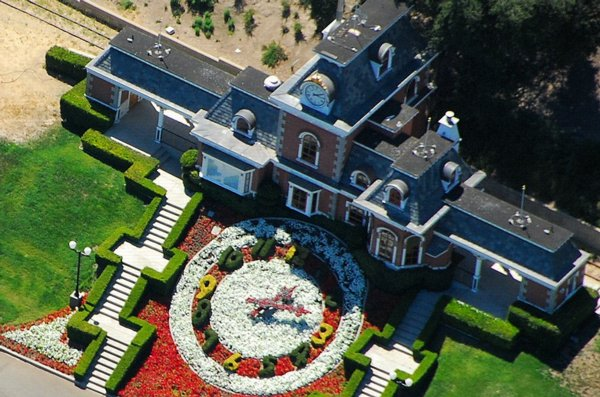
A Neverland Ranch vasúti megállója

## Rekordjai

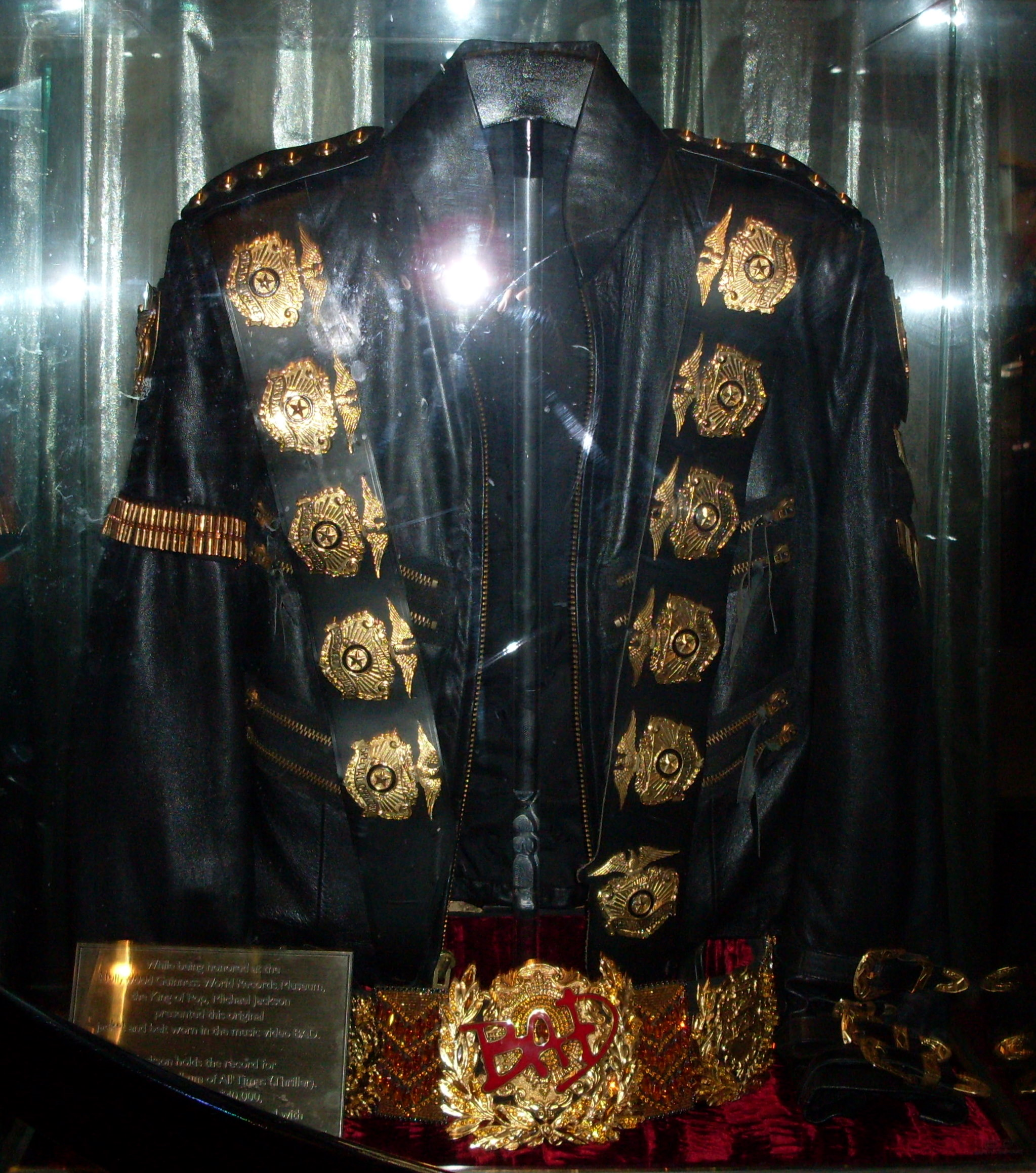
Michael Jackson jelmeze, amit az 1988-as Bad-koncertturné alatt viselt

- Minden idők legnagyobb számú amerikai nézőseregét vonzotta a televízió elé, amikor fellépett a 27. Super Bowl meccs félidejében.
- A Thriller minden idők legnagyobb példányszámban elkelt albuma, több mint 104 000 000 eladott lemezzel plusz a halála utáni lemezeladások (+4,5 millió lemez), ezzel a Thriller című albuma újra a legkeresettebb zenei anyaggá vált.
- Első önálló szólóalbuma, az 1979-es Off the Wall volt az első olyan lemez, amiről négy dal is bekerült a legjobb tízbe. Az 1987-es Bad album is beírta magát a zene történelmébe, hiszen a lemezről öt szám (Dirty Diana, Man in the Mirror, The Way You Make Me Feel, Bad és az I Just Can't Stop Loving You) is volt listavezető az USA-ban és Európában is.
- A Bad World Tour, amely 1987-től 1989-ig tartott, minden idők legsikeresebb koncertturnéja volt.
- Az 1984-es Grammy-díjkiosztó gálán egy este 8 díjat nyert, amit sem előtte, sem utána senki sem múlt felül.
- A Guinness Books of World Records szerint minden idők legtöbb pénzt kapó reklámembere Michael Jackson, aki a Pepsitől 4 reklámért 12 millió dollárt kapott.
- A Guinness Books of World Records szerint minden idők legnagyobb szerződése a szórakoztatóiparban Michael Jackson nevéhez kötődik. Az egyezséget a 90-es évek elején kötötte meg a Sonyval, s értéke meghaladja az egymilliárd dollárt.
- 1983-ban ő lett az első olyan művész, aki ugyanabban az időben uralta a Billboard rockalbumok, rockkislemezek, R&B-albumok és R&B-kislemezek listáit.
- A The Jackson 5 volt az első amerikai csapat, amelynek négy egymást követő dala listavezető lett.
- A Blood on the Dance Floor című album, amely szinte egyáltalán nem kapott reklámot, s a sajtó alaposan lehúzta, minden idők legtöbb példányszámban elkelt remixlemeze.
- A Guinness Rekordok könyve szerint Michael Jackson minden idők legsikeresebb előadója.
- A legtöbbet adományozó híresség a Guinness Rekordok Könyve szerint Michael Jackson, aki egyszerre 39 jótékonysági szervezetet támogatott, életében hivatalosan összesen ötszáz millió dollárt adományozott és végrendeletében is hagyott vagyonából alapítványoknak.[133][134]

## Diszkográfia

### Nagylemezei
Motown-kiadások
- 1972: Got to Be There
- 1972: Ben
- 1973: Music and Me
- 1975: Forever, Michael
- 1981: One Day in Your Life
- 1984: Farewell My Summer Love

Epic-kiadások
- 1979: Off the Wall (USA eladás: 9 millió, 7× platinalemez, a világon összesen kb. 29 millió db-ot adtak el belőle.)
- 1982: Thriller (USA eladás: 27 millió, 27× platinalemez, a világon összesen kb. 104 millió db-ot adtak el belőle. Minden idők legtöbb példányszámában elkelt zenei anyaga.)
- 1987: Bad (USA eladás: 8 millió, 8× platinalemez, a világon összesen kb. 60 millió db-ot adtak el belőle.)
- 1991: Dangerous (USA eladás: 5.8 millió, 7× platinalemez, a világon összesen kb. 40 millió db-ot adtak el belőle.)
- 1995: HIStory: Past, Present and Future (dupla album: az 1. lemez válogatásalbum, a 2. lemezen vadonatúj dalok) (USA eladás: 3,5 millió, 7× platinalemez, a világon összesen kb. 18 millió db-ot adtak el belőle.)
- 1997: Blood on the Dance Floor (remixalbum öt új dallal) (US eladás: 300 000, platinalemez, a világon összesen kb. 16 millió db-ot adtak el belőle. Minden idők legtöbb példányszámában elkelt remix-albuma.)
- 2001: Invincible (USA eladás: 2.1 millió, 2× platinalemez, a világon összesen kb. 19 millió darabot adtak el belőle.)
- 2010: Michael (USA eladás: 228 000,[135] Ausztráliában, Hollandiában és Új-Zélandon aranylemez, Oroszországban platina.)
- 2014: Xscape (korábban kiadatlan dalokkal; a deluxe változaton egy bónuszszám is található.)

Válogatások és újra kiadott albumok
- 1975: The Best of Michael Jackson
- 1986: Anthology
- 1995: HIStory: Past, Present and Future: dupla album: az 1. lemez válogatásalbum, a 2. lemezen vadonatúj dalok
- 2001: HIStory Vol. 1 – Greatest Hits: USA eladás: 0.8 millió, aranylemez
- 2003: Number Ones: USA eladás: 0.9 millió, aranylemez, a világon összesen kb. 6 millió darabot adtak el belőle.
- 2004: Michael Jackson: The Ultimate Collection: díszdobozos kiadás
- 2006: Visionary: The Video Singles: díszdobozos kiadás
- 2008: Thriller 25: A jubileumi kiadvány átlépte a 4,5 milliós eladási példányszámot, így az eredeti változattal együtt ez az album már több mint 108 millió példányban kelt el világszerte, ezzel szinte végérvényesen megdönthetetlen eladási rekord született.
- 2008: King of Pop
- 2009: This Is It: Az azonos című mozifilmhez készült album két CD-ből áll és csatoltak mellé egy 36 oldalas füzetet is a pop királyáról. Az első héten 708 000 darabot adtak el belőle, ebből 371 000-et az Egyesült Államokban. A lemez 19 országban lett azonnali listavezető az albumeladási listákon.
  - CD1: A soha be nem mutatott koncert dalait tartalmazza abban a sorrendben, amelyben azok élőben is elhangoztak volna a londoni O2 stadionban. Továbbá egy új, kiadatlan dal a This Is It két változatban.
  - CD2: Három demófelvétel és egy vers, melyek szintén nem jelentek meg még sehol.
- 2012: Bad 25 A jubileumi kiadvány.

## Filmjei
- 1978: The Wiz (Az Óz, a csodák csodája átdolgozása; Madárijesztő)
- 1986: Captain EO (EO kapitány)
- 1988: Michael Jackson: Moonwalker
- 1997: Ghosts (Maestro/Mayor/Ghoul Mayor/Super Ghoul/Skeleton)
- 2002: Men in Black II (M ügynök)
- 2004: Miss Cast Away and the Island Girls (M.J. ügynök)
- 2009: Michael Jackson’s This Is It
- 2012: Bad 25
- 2014: Michael Jackson: The Last Photo Shoot
- 2016: Michael Jackson’s Journey from Motown to Off the Wall

## Bibliográfia
- (1988) Michael Jackson: Moonwalk (authobiography). Doubleday. ISBN 0-385-24712-5
- (1992) Michael Jackson: Dancing the Dream. Doubleday. ISBN 0-385-40368-2
- (1993) Lisa Campbell: Michael Jackson: The King of Pop. Branden. ISBN 0-8283-1957-X
- (1993) Catherine Dimeen: Michael Jackson: In His Own Words. Omnibus Press. ISBN 0-7119-3216-6
- (1994) Christopher Andersen: Michael Jackson (Unauthorized) Simon & Schuster. ISBN 978-0-671-89239-5
- (1994, 1997, 2002, 2005) Adrian Grant: Michael Jackson: The Visual Documentary. Omnibus Press. ISBN 978-1-84449-432-3
- (1995) Lisa Campbell: Michael Jackson: The King of Pop's Darkest Hour. Branden. ISBN 0-8283-2003-9
- (1997) Geoff Brown: Michael Jackson: Facts from the Dancefloor. UFO Music. ISBN 978-1-873884-94-2
- (1997) C. Mecca: Michael Jackson American Master. CAM Co Publishers. ISBN 978-0-9655174-0-9
- (2001) Michael Jackson: The Michael Jackson Collection. Alfred Publishing. ISBN 978-0-7579-0084-6
- (2002) Darren Brooks: Michael Jackson: An Exceptional Journey: The Unauthorised Biography in Words and Pictures. Chrome Dreams. ISBN 978-1-84240-178-1
- (2003) Craig Halstead, Chris Cadman: Michael Jackson The Solo Years. Autors OnLine Ltd. ISBN 978-0-7552-0091-7
- (2004) J. Randy Taraborrelli: The Magic and the Madness, Terra Alta, WV. ISBN 0-330-42005-4
- (2004) George Nelson: Michael Jackson: The Ultimate Collection, Sony BMG
- (2004) Nathan Brackett, Christian Hoard: Rolling Stone Album Guide, Fireside. ISBN 0-7432-0169-8
- (2004) Geraldine Hughes: Redemption: The Truth Behind the Michael Jackson Child Molestation Allegations, Branch & Vine Publishers. ISBN 978-1-57688-044-9
- (2005) Bob Jones: Michael Jackson: The Man Behind the Mask. Select Books Inc. ISBN 1-59079-072-3
- (2005) David Perel, Suzanne Ely: FREAK! Inside the Twisted World of Michael Jackson. HarperEntertainment. ISBN 978-0-06-077598-8
- (2005) Raymond Chandler: All That Glitters: Michael Jackson – The Crime and the Cover Up. Chanadon Publications Ltd. ISBN 978-0-9541973-8-4
- (2006) Lynton Guest: The Trials of Michael Jackson. Aureus Publishing. ISBN 978-1-899750-40-5
- (2007) Aphrodite Jones: Michael Jackson conspiracy. iUniverse. ISBN 978-0-9795498-0-9
- (2007) Chris Cadman: Michael Jackson: For The Record. Authors OnLine Ltd. ISBN 978-0-7552-0267-6
- (2007) Margo Jefferson: On Michael Jackson. Vintage. ISBN 0307277658
- (2007) Diane Diamond: Be Careful Who You Love: Inside the Michael Jackson Case. Atria. ISBN 978-0-7432-7092-2
- (2007) Darwin Porter: Jacko, His Rise and Fall: The Social and Sexual History of Michael Jackson. Blood Moon Productions Ltd. ISBN 978-0-9748118-5-7
- (2008) Iris Nippers: Forever My Thriller: A Collection Of Michael Jackson Poetry and Short Stories. CreateSpace. ISBN 978-1-4414-0932-4
- (2008) Michael Jackson: Thriller 25th Anniversary: The Book, Celebrating the Biggest Selling Album of All Time. ML Publishing Group Ltd. ISBN 978-0-9768891-9-9
- Guinness World Records. Guinness World Records 2004. Guinness (2003). ISBN 1892051206
- Guinness World Records. Guinness World Records 2006. Guinness (2005). ISBN 1-904994-02-4
- Lewis, Jel. Michael Jackson, the King of Pop: The Big Picture : the Music! the Man! the Legend! the Interviews!. Amber Books Publishing (2005). ISBN 0-974977-90-X

## Családtagok által írt könyvek
- (1990) Katherine Jackson, Richard Wiseman: My Family, the Jacksons. St. Martins Mass Market Paper. ISBN 978-0-312-92350-1
- (1991) LaToya Jackson, Patricia Romanowski: Growing Up in the Jackson Family. Dutton Adult. ISBN 978-0-525-93343-4
- (1995) Margaret Maldonaldo Jackson, Richard Hack: Jackson Family Values: Memories of Madness. Dove Books. ISBN 978-0-7871-0522-8
- (2010) Katherine Jackson: Never Can Say Goodbye. Vintage Pop Media. ISBN 0-9828000-0-2 (e-book) ISBN 978-0-9828000-0-3
- (2011) Jermaine Jackson: You Are Not Alone. Touchstone. ISBN 978-1-4516-5156-0, ISBN 978-1-4516-5159-1 (e-book)

## Könyvek magyarul
- Juhani Nagy János: Michael Jackson; Laude, Bp., 1989
- Michael Jackson: Holdséta. Moonwalk; ford. Horváth Attiláné; Európa–Origo-Press, Bp., 1989
- Jürgen Seibold: Michael Jackson; fotó Paul Ehrenreich et al., ford. Sárkány Zsófia; Lux Primo, Bp., 1993
- Nora MacLaine: Michael Jackson; JLX, Bp., 1996
- Szilvási Ildikó: Árnyékbokszolás a bulvárral. Michael Jackson; Szilvási Ildikó, Vaskút, 2008
- Grant, Adrian: Michael Jackson. A leghitelesebb életrajz képekben. 1958-2009 napról napra; ford. Szántai Zsolt; Cartaphilus, Bp., 2009 (Legendák élve vagy halva)
- Michael Jackson: Holdséta. Önéletrajz; ford. Horváth Attiláné, előszó, utószó ford. M. Nagy Miklós; Európa, Bp., 2009
- J. Randy Taraborrelli: Michael Jackson varázslat és őrület, a teljes történet; ford. Kállai Tibor, Etédi Péter, Réti András; Partvonal, Bp., 2009
- Kate King: Michael Jackson. Legendák és valóság; Hot! Könyvek–Ringier, Bp., 2009
- James Aldis: Michael Jackson. Legenda, ikon, hős. Tiszteletadás a pop királyának; ford. Kálmán Judit; Egmont, Bp., 2009
- Michael Jackson a pop királya! Poszter- és képeslapkönyv; szerk. Endreiné Szemők Ildikó; Egmont, Bp., 2009 (Világsztárok világa)
- Chris Roberts: Michael Jackson, 1958-2009; ford. Németh Dorottya; Kossuth, Bp., 2009
- Thomas W. Hook: Jacko Michael Jackson. The king of pop; ford. Szántai Zsolt, Habony Gábor; STB, Kistarcsa, 2009
- Aphrodite Jones: A Michael Jackson-összeesküvés; előszó Tom Mesereau; Mizu, Bp., 2013
- Hevesi Ernő Ferenc: Michael Jackson enigma. Az emberré válás művészete; Kornétás, Bp., 2020